# Subida del nivel del mar

Observaciones del aumento del nivel del mar.

Las mediciones de los mareógrafos muestran que el actual aumento global del nivel del mar comenzó a principios del siglo XX. Entre 1901 y 2018, el promedio mundial del nivel del mar aumentó entre 15 y 25 cm.: 5, A.1.7  Los datos más precisos recopilados de las mediciones de radar satelital revelan un aumento acelerado de 7.5 centímetros entre los años 1993 y 2017, : 1554 para una tasa promedio de 31 mm por década. Esta aceleración se debe principalmente al cambio climático, que calienta (y por lo tanto infla) el océano y derrite las capas de hielo y los glaciares terrestres. Entre 1993 y 2018, la expansión térmica del agua contribuyó en un 42 % al aumento del nivel del mar; el derretimiento de glaciares templados en un 21 %; Groenlandia, 15 %; y Antártida, 8 %.: 1576 Los científicos del clima esperan que la tasa se acelere aún más durante el siglo XXI, y las últimas mediciones indican que el nivel del mar está aumentando en un 3.7 mm por año.
Proyectar el nivel del mar en el futuro es un desafío debido a la complejidad de muchos aspectos del sistema climático y a los largos retrasos en las reacciones del nivel del mar a los cambios de temperatura de la Tierra. A medida que la investigación climática sobre los niveles del mar pasados y presentes conduce a modelos informáticos mejorados, las proyecciones han aumentado constantemente las cifras del aumento del nivel del mar. En 2007, el Panel Intergubernamental sobre Cambio Climático (IPCC) proyectó una estimación de altas emisiones de 60 centímetros hasta 2099, pero su informe de 2014 elevó la estimación de altas emisiones a alrededor de 90 centímetros. Varios estudios posteriores han concluido que un aumento global del nivel del mar de 200 a 200–270 centímetros en este siglo es «físicamente plausible».  Una estimación conservadora de las proyecciones a largo plazo es que cada grado Celsius de aumento de la temperatura provoca un aumento del nivel del mar de aproximadamente 2.3 metros durante un período de dos milenios (2000 años), lo cual constituye un ejemplo de inercia climática. En febrero de 2021, un artículo publicado en Ocean Science sugirió que las proyecciones anteriores sobre el aumento del nivel del mar global para 2100 informadas por el IPCC probablemente eran conservadoras y que los niveles del mar aumentarán más de lo esperado.
El nivel del mar no subirá uniformemente en todas partes de la Tierra, e incluso bajará ligeramente en algunos lugares, como el Ártico. Los factores locales incluyen efectos tectónicos y hundimiento de la tierra, mareas, corrientes y tormentas. El aumento del nivel del mar puede afectar considerablemente a las poblaciones humanas en las regiones costeras e insulares. Se esperan extensas y continuas inundaciones costeras producto de varios grados de calentamiento sostenidos durante los próximos milenios. Otros efectos provocados por el aumento del nivel del mar son mayores marejadas ciclónicas y tsunamis más peligrosos, el desplazamiento de poblaciones, la pérdida y degradación de tierras agrícolas y daños en las ciudades. Los entornos naturales como los ecosistemas marinos también se ven afectados, con peces, aves y plantas que pierden partes de su hábitat.
Las sociedades pueden adaptarse al aumento del nivel del mar de tres maneras diferentes: implementar una retirada controlada, acomodarse al cambio costero o protegerse contra el aumento del nivel del mar a través de prácticas de construcción dura como diques o enfoques suaves como la rehabilitación de dunas y la regeneración de playas. A veces, estas estrategias de adaptación van de la mano, pero en otras ocasiones se deben elegir entre diferentes estrategias. Para algunos entornos humanos, como las llamadas ciudades que se hunden, la adaptación al aumento del nivel del mar puede verse agravada por otros problemas ambientales, como el hundimiento. Los ecosistemas naturales normalmente se adaptan al aumento del nivel del mar moviéndose hacia el interior; sin embargo, es posible que no siempre puedan hacerlo debido a barreras naturales o artificiales.

## Observaciones
Entre 1901 y 2018, el promedio mundial del nivel del mar aumentó entre 15 y 15–25 cm. Los datos más precisos recopilados de las mediciones de radar satelital revelan un aumento acelerado de 7.5 centímetros de 1993 a 2017,: 1554 para una tasa promedio de 31 mm por década.

### Variaciones regionales
El aumento del nivel del mar no es uniforme en todo el mundo. Algunas masas de tierra se mueven hacia arriba o hacia abajo como consecuencia del hundimiento (la tierra se hunde o se asienta) o el rebote posglacial (la tierra se eleva debido a la pérdida del peso del hielo después de derretirse), por lo que el aumento relativo local del nivel del mar puede ser mayor o inferior a la media mundial. Incluso hay regiones cercanas a glaciares y capas de hielo actuales y anteriores donde el nivel del mar desciende. Además, los efectos gravitacionales de las masas de hielo cambiantes y los patrones de calentamiento que varían espacialmente conducen a diferencias en la distribución del agua de mar en todo el mundo. Los efectos gravitatorios entran en juego cuando se derrite una gran capa de hielo. Con la pérdida de masa, la atracción gravitatoria se vuelve menor y los niveles locales de agua pueden caer. Más lejos de la capa de hielo, los niveles de agua aumentarán más que el promedio. En este sentido, el derretimiento en Groenlandia tiene un efecto diferente en el nivel del mar regional que el derretimiento en la Antártida.
Muchos puertos, conglomerados urbanos y regiones agrícolas se construyen en los deltas de los ríos, donde el hundimiento de la tierra contribuye a un aumento relativo sustancial del nivel del mar. Esto es causado tanto por la extracción insostenible de agua subterránea (en algunos lugares también por la extracción de petróleo y gas), como por los diques y otras prácticas de manejo de inundaciones que evitan que la acumulación de sedimentos compense el asentamiento natural de los suelos deltaicos. El hundimiento total causado por el hombre en el delta Rin-Mosa-Escalda (Países Bajos) se estima en 3–4 m, más de 3 metros en áreas urbanas del delta del río Misisipi (Nueva Orleans), y más 9 metros en el delta del río Sacramento-San Joaquín (California). Por otro lado, el rebote isostático posglacial provoca una caída relativa del nivel del mar alrededor de la Bahía de Hudson en Canadá y el norte del mar Báltico.
El Atlántico se calienta a un ritmo más rápido que el Pacífico. Esto tiene consecuencias para Europa y la costa este de EE. UU., que ha visto un aumento del nivel del mar de 3 a 4 veces el promedio mundial. La caída de la circulación de vuelco meridional del Atlántico (AMOC, por sus siglas en inglés) también se ha relacionado con un aumento regional extremo del nivel del mar en la costa noreste de los EE. UU.

## Proyecciones

Reconstrucción histórica del nivel del mar y proyecciones hasta 2100 publicadas en 2017 por el Programa de Investigación del Cambio Global de EE. UU. para la Cuarta Evaluación Nacional del Clima. RCP2.6 es el escenario en el que las emisiones de gases de efecto invernadero alcanzan su punto máximo antes de 2020, RCP4.5 en el que alcanzan su punto máximo alrededor de 2040 y RCP8.5 en el que siguen aumentando.

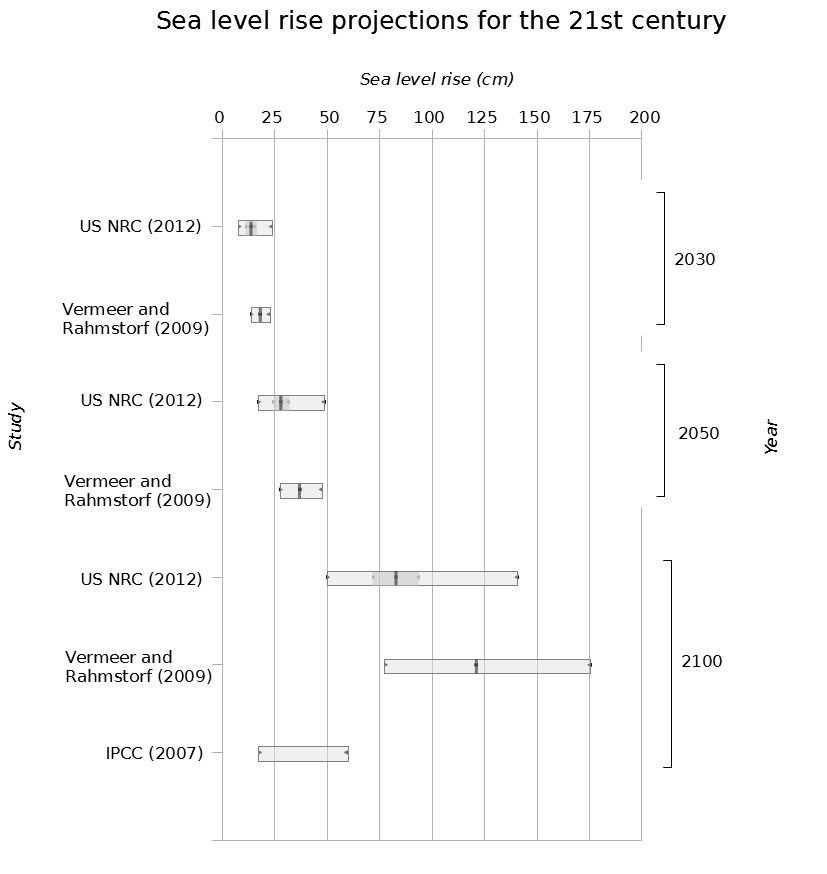
Diferentes proyecciones del aumento del nivel del mar para el

En términos generales, existen dos formas de modelar el aumento del nivel del mar y así hacer proyecciones futuras. Una manera es cuando los científicos utilizan el modelado basado en procesos, donde todos los procesos físicos relevantes y bien entendidos se incluyen en un modelo físico global. Se utiliza un modelo de capa de hielo para calcular las contribuciones de las capas de hielo en el aumento del nivel del mar, y un modelo de circulación general para calcular el aumento de la temperatura del mar y la dilatación de esta. Una desventaja de este método es que no todos los procesos relevantes pueden comprenderse a un nivel suficiente, pero puede predecir no linealidades y largos retrasos en la respuesta que los estudios del pasado reciente no detectarán.
La otra metodología aplicada es la que donde los científicos utilizan técnicas semiempíricas que utilizan datos geológicos del pasado para determinar las respuestas probables del nivel del mar a un mundo en calentamiento, además de algunos modelos físicos básicos. Estos modelos semiempíricos del nivel del mar se basan en técnicas estadísticas, utilizando relaciones (los efectos y contribuciones) entre el nivel medio global del mar y la temperatura media global observados en el pasado. Este tipo de modelado fue parcialmente motivado por la mayoría de los modelos físicos en evaluaciones de literatura anteriores realizadas por el Panel Intergubernamental sobre Cambio Climático (IPCC) que subestimaron la cantidad de aumento del nivel del mar en comparación con las observaciones del siglo XX.

### Proyecciones para elsigloXXI
En su quinto informe de evaluación (2013), el Panel Intergubernamental sobre el Cambio Climático estimó cuánto es probable que suba el nivel del mar en el siglo XXI en función de los diferentes niveles de emisiones de gases de efecto invernadero. Estas proyecciones se basan en factores bien conocidos que contribuyen al aumento del nivel del mar, pero excluyen otros procesos que son menos comprendidos. Si los países hacen recortes rápidos en las emisiones (escenario RCP2.6), el IPCC considera probable que el nivel del mar aumente en un promedio de 26-55 cm con un intervalo de confianza del 67%. Si las emisiones siguen siendo muy altas, el IPCC proyecta que el nivel del mar aumentará entre 52 a 98 cm. En agosto de 2020, los científicos informaron que las pérdidas de la capa de hielo observadas en Groenlandia y la Antártida han seguido los peores escenarios de las proyecciones de aumento del nivel del mar del Quinto Informe de Evaluación del IPCC.
Desde la publicación de la evaluación del IPCC de 2013, se han realizado intentos para incluir más procesos físicos y desarrollar modelos que puedan proyectar el aumento del nivel del mar utilizando datos paleoclimáticos. Esto generalmente condujo a estimaciones más altas del aumento del nivel del mar. Por ejemplo, un estudio de 2016 dirigido por Jim Hansen concluyó que, según datos de un evento anterior que condujo a otro periodo de cambio climático planetario, el aumento del nivel del mar podría acelerarse exponencialmente en las próximas décadas, con un tiempo de duplicación de 10, 20 o 40 años, respectivamente, elevando el océano varios metros en 50, 100 o 200 años. Sin embargo, Greg Holland del Centro Nacional de Investigación Atmosférica, quien revisó el estudio, señaló: «No hay duda de que el aumento del nivel del mar, dentro del IPCC, es un número muy conservador, por lo que la verdad se encuentra en algún lugar entre el IPCC y Jim».
Además, el escenario de un estudio de 2017, asumiendo un alto uso de combustibles fósiles para la combustión y un fuerte crecimiento económico durante este siglo, proyecta un aumento del nivel del mar de hasta 132 centímetros en promedio, y un escenario extremo con tanto como 189 cm  para 2100. Esto podría significar un rápido aumento del nivel del mar de hasta 19 mm por año para el final del siglo. El estudio también concluyó que el escenario de emisiones del acuerdo climático de París, si se cumple, daría como resultado una mediana de aumento del nivel del mar de 52 cm para 2100.
La Cuarta (2017) Evaluación Nacional del Clima (NCA) de los Estados Unidos encontró que es muy probable que el nivel del mar aumente entre 30 y 130 cm en 2100 en comparación con el año 2000. Un aumento de 2.4 m es físicamente posible en un escenario de alta emisión de gases de efecto invernadero, pero los autores no pudieron señalar qué tan probable es que esta cifra se vuelva una realidad. Este caso (la situación con peores resultados) sólo puede ocurrir si ocurre una gran contribución de la Antártida, que es una región difícil de modelar.
La posibilidad de un colapso de la capa de hielo de la Antártida Occidental y el posterior aumento rápido del nivel del mar se sugirió en la década de 1970. Por ejemplo, Mercer publicó un estudio en 1978 en el que predecía que el efecto invernadero global producto de las emisiones de dióxido de carbono y sus efectos potenciales sobre el clima en el siglo XXI podrían causar un aumento del nivel del mar de alrededor de 5 metros solamente por causa del derretimiento de la capa de hielo de la Antártida Occidental.
En 2019, un estudio proyectó que, en un escenario de bajas emisiones, el nivel del mar subirá 30 centímetros para 2050 y 69 centímetros para 2100, en relación con el nivel del mar existente en 2000. En escenario de altas emisiones, serán 34 cm para 2050 y 111 cm para 2100. Existe la probabilidad de que el aumento supere los 2 metros para 2100 en el escenario de altas emisiones, lo que provocará el desplazamiento de 187 millones de personas. El aumento del nivel del mar previsto para 2050 generará un aumento intenso en la frecuencia de inundaciones costeras (cuatro eventos de inundación «moderada» por año en los EE. UU.), a pesar de la ausencia de tormentas y/o fuertes lluvias.
En septiembre de 2019, el Panel Intergubernamental sobre Cambio Climático publicó un informe sobre el impacto del cambio climático en los océanos, incluido el aumento del nivel del mar. Encontró que si la humanidad reduce drásticamente las emisiones de gases de efecto invernadero en las próximas décadas, el problema será difícil pero manejable. Por el contrario, si continúa el aumento de las emisiones, el problema se volverá inmanejable.
En febrero de 2021, los investigadores sugirieron que las proyecciones anteriores sobre el aumento del nivel del mar global para 2100 informadas por el IPCC probablemente eran conservadoras y que los niveles del mar aumentarán más de lo esperado.
Según el Sexto Informe de Evaluación del IPCC publicado en 2021 señala que en el escenario de muy bajas emisiones, para 2100 el nivel del mar aumentará entre 28 y 55 centímetros, en el escenario intermedio entre 44 y 76 centímetros y en el escenario de muy altas emisiones entre 63 y 101 centímetros. No se puede descartar una elevación de aproximadamente dos metros en el escenario de emisiones muy altas.

#### Escenarios más probables sobre el nivel del mar en elsigloXXI
Es posible que el aumento del nivel del mar para 2100 sea mayor que el rango probable de proyección presentado en el Sexto Informe de Evaluación del IPCC. Los procesos de la capa de hielo y los mecanismos de retroalimentación que afectan al océano y al derretimiento de la capa de hielo, que no son bien comprendidos por los científicos y que no se tienen en cuenta en las proyecciones de los modelos, podrían dar lugar a este evento de baja probabilidad y alto impacto.
El Sexto Informe de Evaluación del IPCC (AR6) presenta una narrativa especulativa sobre cómo podría ocurrir tal calentamiento. Probablemente implicaría un escenario de alto calentamiento oceánico, en el que no se toman medidas climáticas urgentes y continúe un fuerte calentamiento. Esto podría conducir a un colapso más rápido de lo previsto de las plataformas de hielo marino y al inicio abrupto y generalizado de la inestabilidad de los acantilados de hielo marino (un proceso en el que los acantilados de hielo colapsan por su propio peso) y la inestabilidad de la capa de hielo marino (un ciclo de retroalimentación positiva que conduce a un derretimiento desbocado) en la Antártida, y una pérdida de hielo más rápida de lo proyectado en Groenlandia, lo que lleva a un aumento extremo del nivel del mar. Si bien algunos estudios brindan evidencia de estos procesos, la incertidumbre sustancial y el bajo acuerdo entre los estudios y la falta de comprensión de estos procesos conlleva a que no se tengan en cuenta en muchos modelos, incluidos los de AR6. Otros procesos en la Antártida combinados con un alto calentamiento también podrían contribuir a un aumento del nivel del mar más alto de lo esperado. Por ejemplo, la hidrofracturación (en la que el agua de deshielo se acumula en las fracturas de la capa de hielo, obligándolas a abrirse), el aumento del contacto del agua cálida del océano con las plataformas de hielo debido a cambios en las circulaciones oceánicas inducidas por el cambio climático o cambios inducidos por el cambio climático en el clima sobre la Antártida, lo que conduce a una menor precipitación y, por lo tanto, a una menor deposición de hielo. La combinación de tales procesos podría conducir a un aumento del nivel del mar de hasta 2.3 metros para el año 2100.

### Aumento del nivel del mar a largo plazo

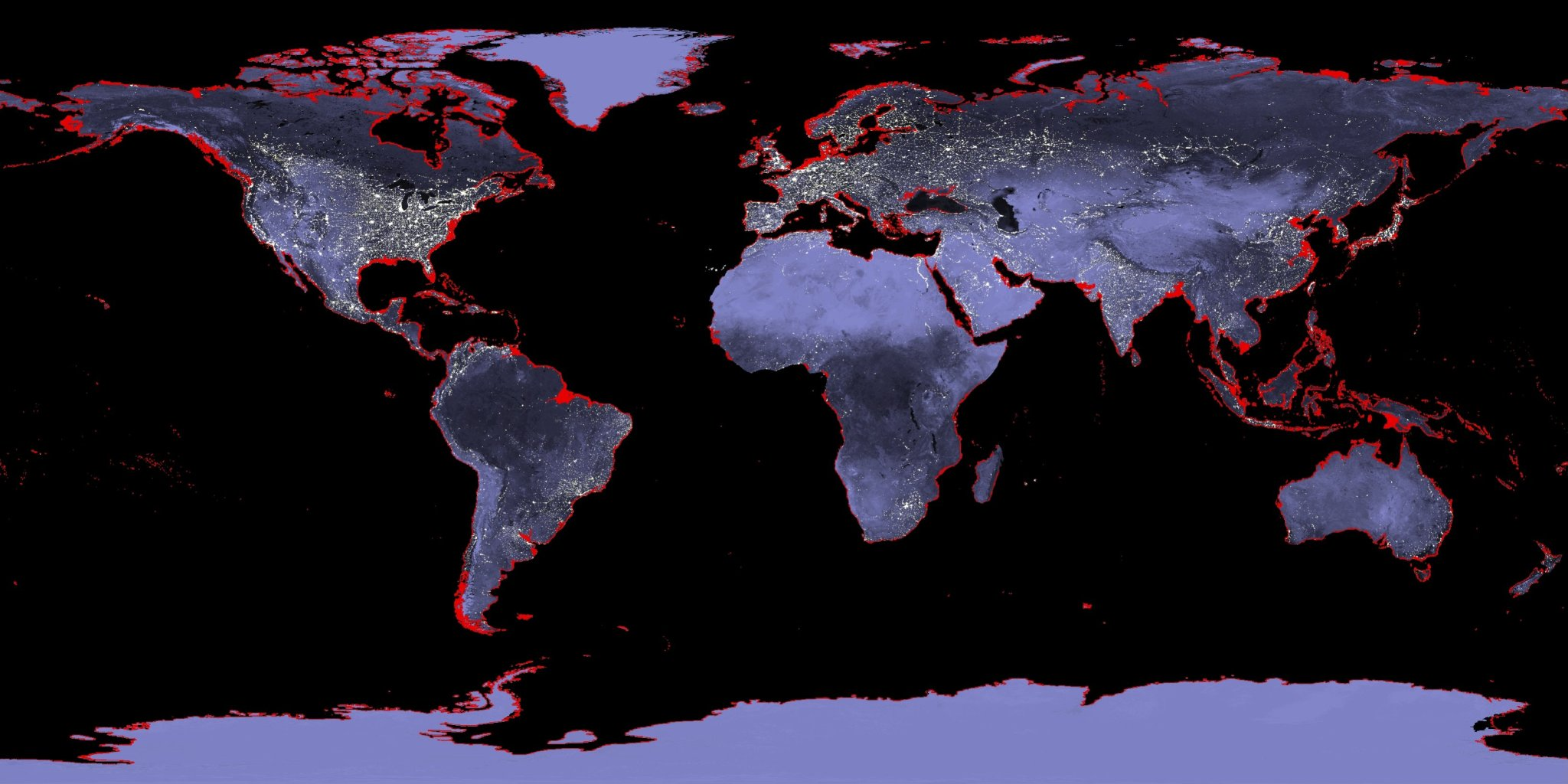
Mapa de la Tierra con una subida del nivel del mar de 6 metros a largo plazo representada en rojo (distribución uniforme, la subida real del nivel del mar variará regionalmente y las medidas locales de adaptación también tendrán un efecto sobre el nivel del mar local).

Existe un consenso generalizado entre los científicos del clima de que el aumento del nivel del mar va muy por detrás del aumento de la temperatura que lo desencadena, y que el aumento sustancial del nivel del mar a largo plazo continuará durante los siglos venideros, incluso si la temperatura se estabiliza. Los modelos pueden reproducir registros paleoclimáticos del aumento del nivel del mar, lo que brinda confianza en su aplicación a cambios futuros a largo plazo.: 1189 
Tanto la capa de hielo de Groenlandia como la de la Antártida tienen puntos de inflexión para los niveles de calentamiento que podrían alcanzarse antes de que termine el siglo XXI. Cruzar esos puntos de inflexión significaría que los cambios en la capa de hielo son potencialmente irreversibles: un descenso a las temperaturas preindustriales podría no estabilizar la capa de hielo una vez cruzado el punto de inflexión. Cuantificar el cambio de temperatura exacto por el cual se cruza este punto de inflexión sigue siendo controvertido. Para Groenlandia, las estimaciones oscilan aproximadamente entre 1 y 4 °C por encima del promedio de temperatura preindustrial. A 2020, el menor de estos valores ya se ha sobrepasado. Un análisis realizado en 2021 de los sedimentos subglaciales del fondo de un núcleo de hielo de Groenlandia de 1.4 km de profundidad revela que la capa de hielo de Groenlandia se derritió al menos una vez durante el último millón de años. Esto sugiere fuertemente que su punto de inflexión está por debajo de la excursión de temperatura positiva máxima de 2.5 °C durante ese período, y por lo tanto está dentro de la mitad inferior de su rango de estimaciones. El derretimiento de la capa de hielo de Groenlandia contribuiría al aumento del nivel del mar de entre los 4 a 7.5 m durante miles de años.
Un estudio de 2013 estimó que cada centígrado de aumento de la temperatura implica 2.3 m de subida del nivel del mar en los próximos 2.000 años. Investigaciones más recientes, especialmente en la Antártida, indican que esta es probablemente una estimación conservadora y que el verdadero aumento del nivel del mar a largo plazo podría ser mayor. El calentamiento más allá de los 2 °C conduce potencialmente a tasas de aumento del nivel del mar dominadas por la pérdida de hielo de la Antártida. Las continuas emisiones de dióxido de carbono de las fuentes de combustibles fósiles podrían causar decenas de metros adicionales de aumento del nivel del mar durante los próximos milenios, y el combustible fósil disponible en la Tierra es incluso suficiente para derretir finalmente toda la capa de hielo de la Antártida, lo que provocaría alrededor de 58 metro del aumento del nivel del mar. Después de 500 años, el aumento del nivel del mar solo por la expansión térmica podría haber alcanzado solo la mitad de su nivel final, lo que los modelos sugieren que puede estar dentro de los rangos de 0.5-2 m.
En los próximos 2000 años, se pronostica que el nivel del mar aumentará de 2 a 3 metros si la temperatura alcanza un máximo de 1.5 °C, de 2 a 6 metros si alcanza un máximo de 2 °C y de 19 a 22 metros si alcanza un máximo de 5 °C. : SPM-28 Si el aumento de la temperatura se detiene en 2 o 5 °C, el nivel del mar seguirá aumentando durante unos diez mil años. En el primer caso alcanzará de 8 a 13 metros sobre el nivel preindustrial y en el segundo de 28 a 37 metros.

## Causas

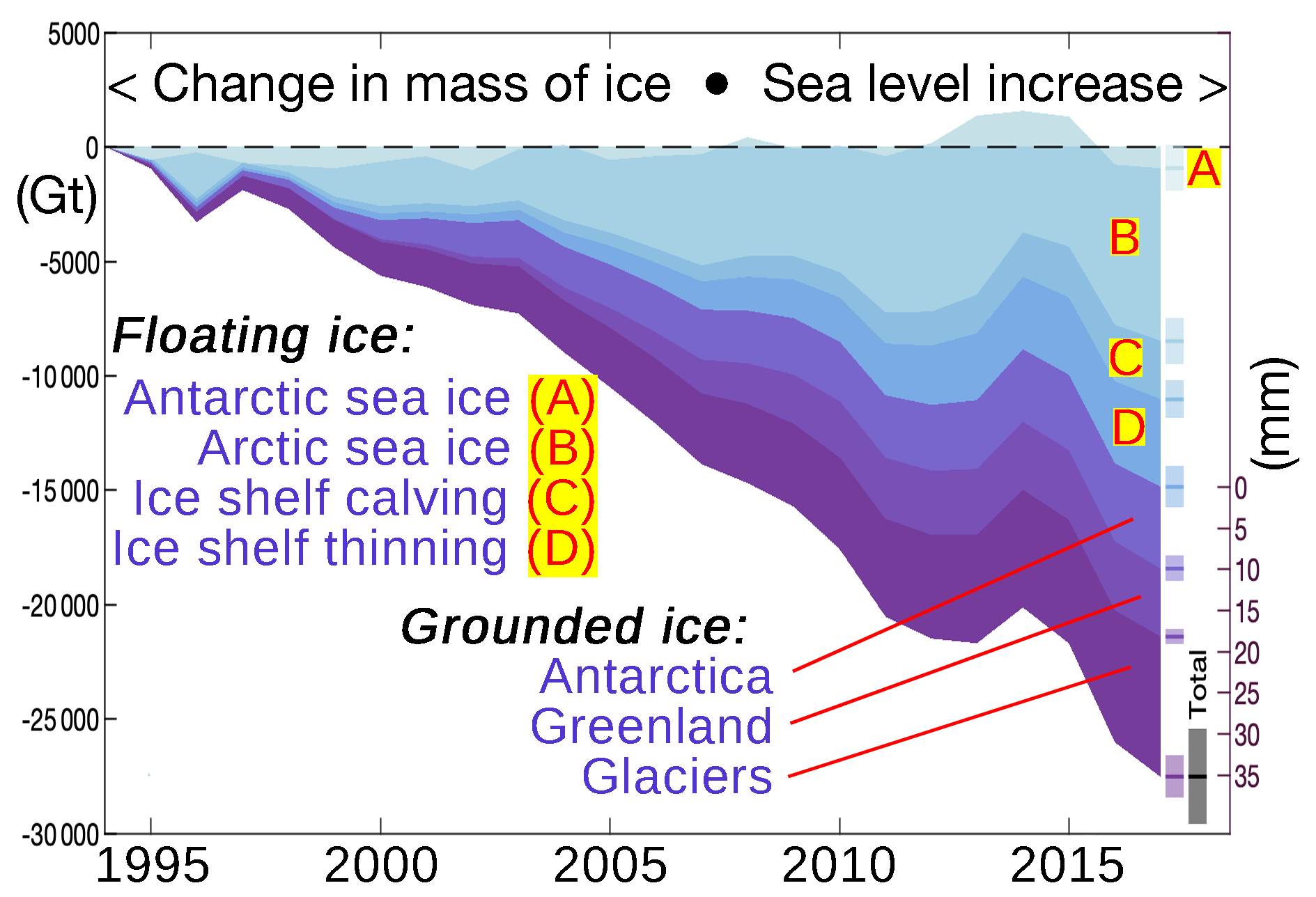
La Tierra perdió 28 billones de toneladas de hielo entre 1994 y 2017, con el derretimiento del hielo en tierra (capas de hielo y glaciares) que elevó el nivel global del mar en 34.6 ±3.1 mm. La tasa de pérdida de hielo ha aumentado un 57 % desde la década de 1990, de 0.8 a 1.2 billones de toneladas por año.

Las tres razones principales por las que el calentamiento hace que aumente el nivel del mar en el mundo son: los océanos se expanden (por efecto de la dilatación térmica), las capas de hielo pierden hielo más rápido de lo que se forma a partir de las nevadas y los glaciares en altitudes más altas también se derriten. El aumento del nivel del mar desde principios del siglo XX ha estado dominado por el retroceso de los glaciares y la expansión del océano, pero se espera que las contribuciones de las dos grandes capas de hielo (Groenlandia y la Antártida) aumenten en el siglo XXI. Las capas de hielo almacenan la mayor parte del hielo terrestre (∼99.5%), con un equivalente al nivel del mar (SLE) de 7.4 m para Groenlandia y 58.3 m para la Antártida.
Cada año cerca de 8 mm de precipitaciones (equivalente líquido) cae sobre las capas de hielo en la Antártida y Groenlandia, principalmente en forma de nieve, que se acumula y con el tiempo forma hielo glacial. Gran parte de esta precipitación comienza cuando el vapor de agua se evapora de la superficie del océano. Parte de la nieve es arrastrada por el viento o desaparece de la capa de hielo por derretimiento o por sublimación (convirtiéndose directamente en vapor de agua). El resto de la nieve se transforma lentamente en hielo. Este hielo puede fluir hacia los bordes de la capa de hielo y regresar al océano derritiéndose en el borde o en forma de icebergs. Si la precipitación, los procesos superficiales y la pérdida de hielo en el borde se equilibran entre sí, el nivel del mar permanece igual. Sin embargo, los científicos han descubierto que el hielo se está perdiendo a un ritmo acelerado.

### Calentamiento del océano

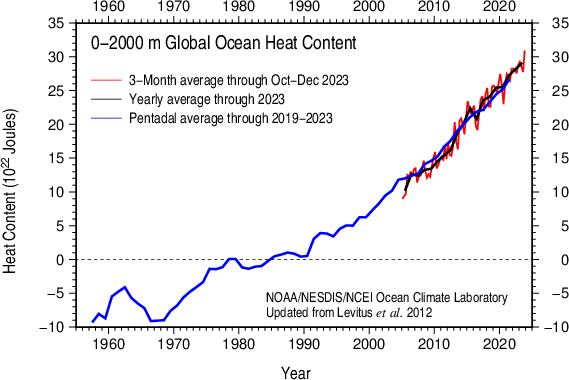
Contenido de calor del océano (OHC) entre 1957 y 2017.

La mayor parte del calor adicional atrapado en el sistema climático de la Tierra generado por el cambio climático se almacena en los océanos. Los océanos almacenan más del 90 % del calor adicional y actúan como un amortiguador contra los efectos del cambio climático. El calor necesario para aumentar la temperatura media de todo el océano mundial en 0.01 °C provocaría que la temperatura atmosférica aumente en aproximadamente 10 °C. Por lo tanto, un pequeño cambio en la temperatura media del océano representa un cambio muy grande en el contenido total de calor del sistema climático.
Cuando el océano gana calor, el agua se expande y sube el nivel del mar. La cantidad de expansión varía con la temperatura y la presión del agua. Por cada grado, el agua más caliente y el agua con mucha presión (debido a la profundidad) se expande más que el agua más fría y el agua con menos presión.: 1161 Esto significa que el agua fría del Océano Ártico se expandirá menos en comparación con el agua tropical cálida. Debido a que diferentes modelos climáticos tienen patrones de calentamiento de los océanos ligeramente diferentes, no existe un acuerdo completo en las predicciones sobre la contribución del calentamiento de los océanos al aumento del nivel del mar. Debido al fenómeno del hundimiento, el calor almacenado en el agua es transportado a las partes más profundas del océano por los vientos y las corrientes, y parte de él alcanza profundidades de más de 2000 m.
Considerando un aumento en la temperatura global promedio de 2 °C por encima de los niveles preindustriales, y sin considerar las posibles contribuciones de los procesos del manto de hielo con un acuerdo limitado (nivel de confianza bajo) entre los enfoques de modelado, la probabilidad de superar los 0.5 m de aumento del nivel del mar a nivel mundial (0.7 m a lo largo de la línea costera de EE. UU.) para 2100 es alrededor de 50 %. Con 3°–5 °C de calentamiento bajo vías de altas emisiones, esta probabilidad aumenta de más del 80 % a más de 99 %.

### Antártida

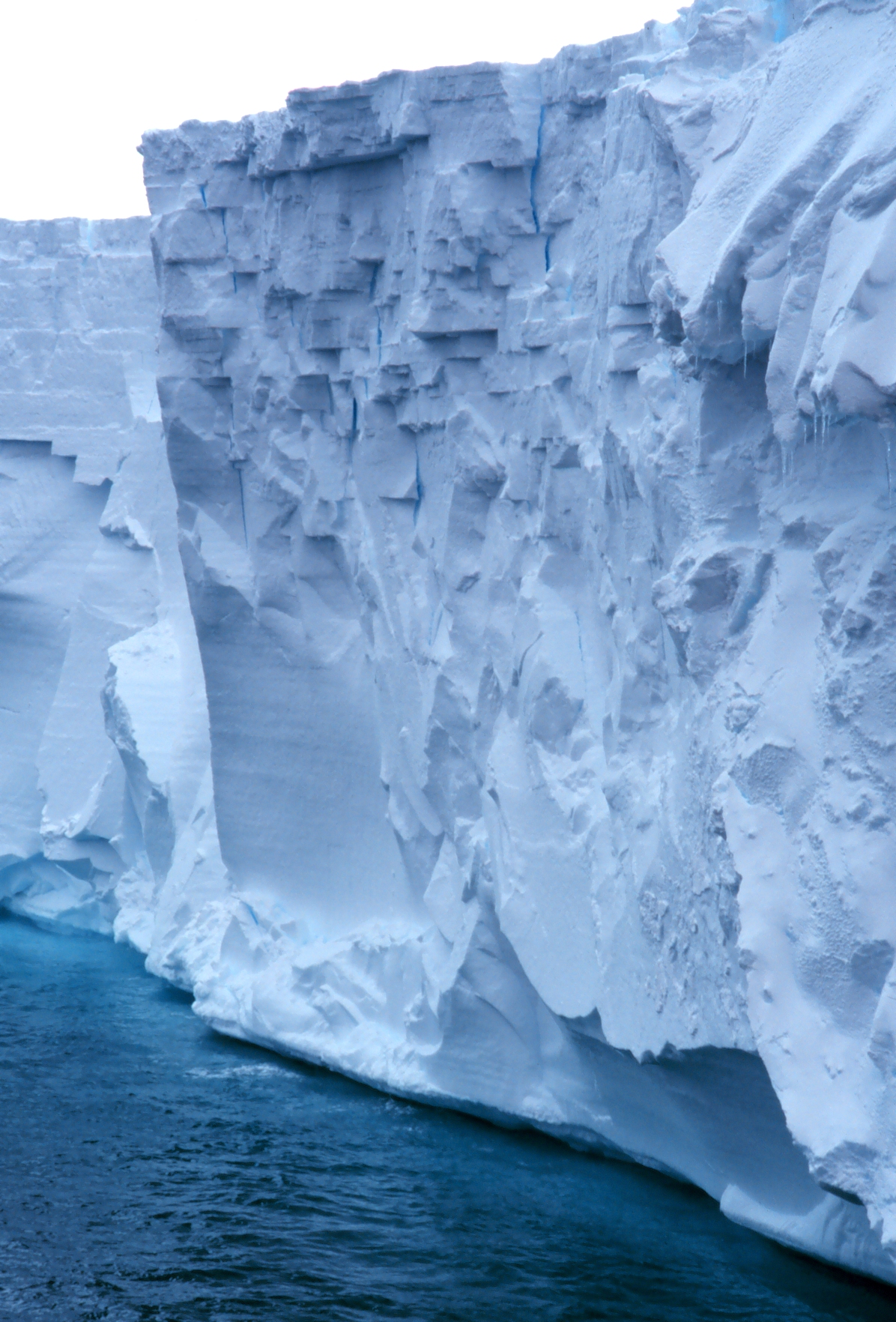
La plataforma de hielo de Ross, la más grande de la Antártida, tiene aproximadamente el tamaño de Francia y tiene varios cientos de metros de espesor.

El gran volumen de hielo del continente antártico almacena alrededor del 70 % del agua dulce del mundo. El balance de masa de la capa de hielo de la Antártida se ve afectado por las acumulaciones de nieve y la descarga de hielo a lo largo de la periferia. Bajo la influencia del calentamiento global, aumenta el derretimiento en la base de la capa de hielo. Simultáneamente, la capacidad de la atmósfera para transportar precipitaciones aumenta con la temperatura, de modo que las precipitaciones, en forma de nevadas, aumentan en los modelos globales y regionales. La nevada adicional provoca un mayor flujo de hielo de la capa de hielo hacia el océano, de modo que la ganancia de masa debida a la nevada se compensa parcialmente. Las nevadas aumentaron en los últimos dos siglos, pero no se encontró un aumento en el interior de la Antártida en las últimas cuatro décadas. Sobre la base de los cambios en el equilibrio de la masa de hielo de la Antártida durante los últimos millones de años debido a las fluctuaciones climáticas naturales, los investigadores concluyeron que el hielo marino actúa como una barrera para las aguas más cálidas que rodean el continente. En consecuencia, la pérdida de hielo marino es una de las principales causas de la inestabilidad de toda la capa de hielo.

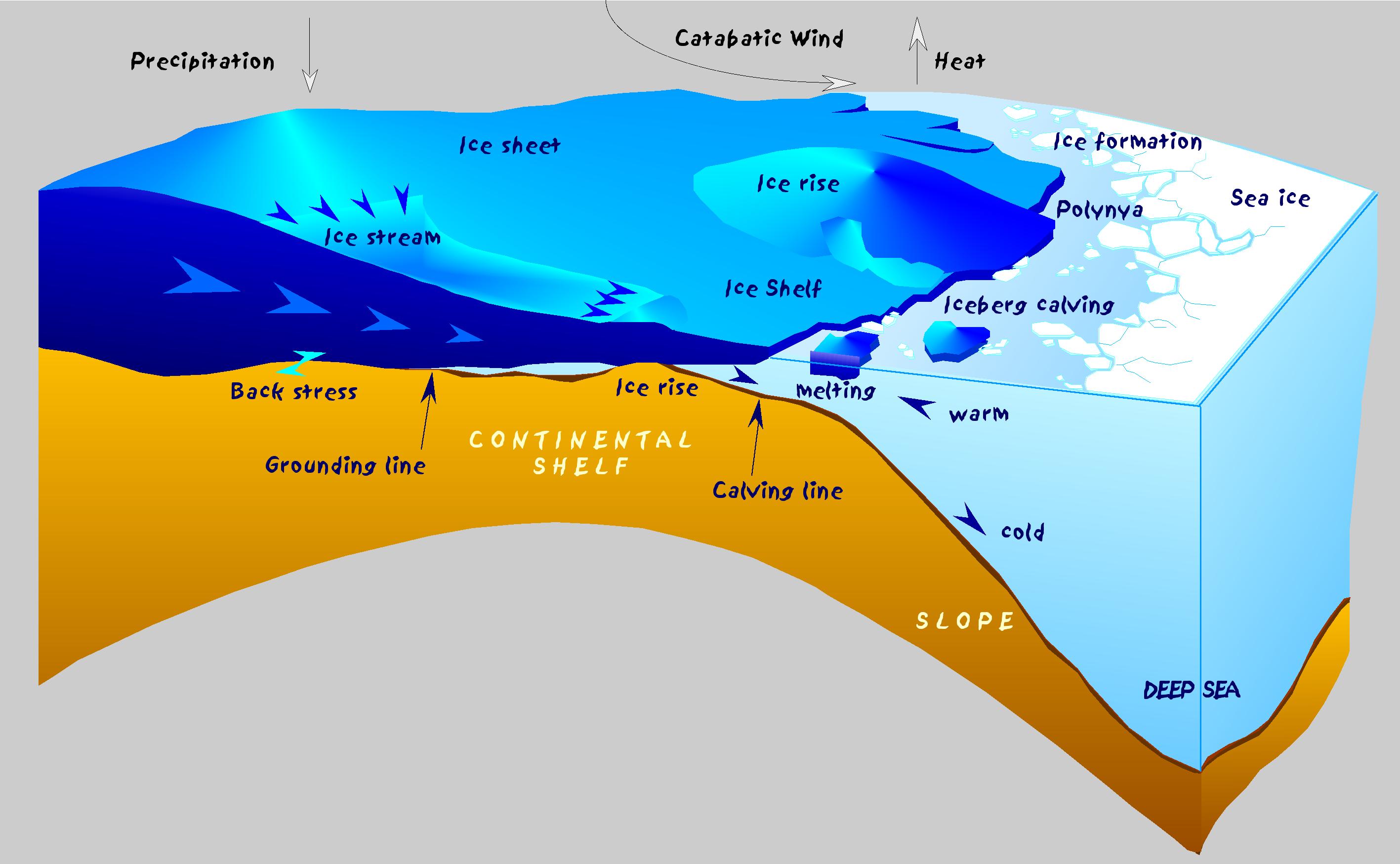
Procesos oceanográficos alrededor de una plataforma de hielo antártica

Los diferentes métodos satelitales para medir la masa de hielo y el cambio logran coincidir en sus mediciones, y la combinación de métodos conduce a una mayor certeza sobre cómo evolucionan la capa de hielo de la Antártida oriental, la capa de hielo de la Antártida occidental y la Península Antártica. Un estudio de revisión sistemática publicado en 2018 estimó que la pérdida de hielo en todo el continente fue de 43 gigatoneladas (Gt) por año en promedio durante el período de 1992 a 2002, pero se aceleró a un promedio de 220 Gt por año durante los cinco años de 2012 a 2017. La mayor parte del derretimiento proviene de la capa de hielo de la Antártida occidental, pero también contribuyen la Península Antártica y la capa de hielo de la Antártida oriental. El aumento del nivel del mar debido a la Antártida se ha estimado en 0.25 mm por año de 1993 a 2005, y 0.42 mm por año de 2005 a 2015. Todos los conjuntos de datos generalmente muestran una aceleración de la pérdida de masa de la capa de hielo de la Antártida, pero con variaciones de un año a otro.
Un estudio de mayo de 2021 proyectó que limitar el calentamiento global a 1.5 °C reduciría la contribución del hielo continental al aumento del nivel del mar para 2100 de 25 cm a 13 cm en comparación con las metas de mitigación actuales, siendo los glaciares responsables de la mitad de la contribución al aumento del nivel del mar. En este estudio, la incertidumbre física de la contribución antártica fue más significativa que la incertidumbre debida a la elección de la vía de mitigación.

#### Antártida oriental
La mayor fuente potencial de aumento del nivel del mar en el mundo es la capa de hielo de la Antártida Oriental, que contiene suficiente hielo para elevar el nivel del mar global en 53.3 m. Históricamente, se ha considerado que la capa de hielo es relativamente estable y, por lo tanto, ha atraído menos atención y observaciones científicas en comparación con la Antártida Occidental. Una combinación de observaciones satelitales de su volumen, flujo y atracción gravitacional cambiantes con el modelado de su balance de masa superficial sugiere que el balance de masa general de la capa de hielo de la Antártida Oriental ha sido relativamente constante o ligeramente positivo durante gran parte del período entre 1992 y 2017. Sin embargo, un estudio de 2019 que utilizó una metodología diferente concluyó que la Antártida Oriental está perdiendo cantidades significativas de masa de hielo. El científico Eric Rignot señaló a CNN: «El derretimiento se está produciendo en las partes más vulnerables de la Antártida [...] partes que tienen el potencial de varios metros de aumento del nivel del mar en el próximo siglo o dos».
Los métodos coinciden en que el glaciar Totten ha perdido hielo en las últimas décadas en respuesta al calentamiento del océano y, posiblemente, a la reducción de la capa de hielo marino local. El glaciar Totten es la salida principal de la cuenca subglacial Aurora, una importante reserva de hielo en la Antártida oriental que podría retroceder rápidamente debido a los procesos hidrológicos. El potencial global del nivel del mar de 3.5 m que fluye a través del glaciar Totten es de magnitud similar a toda la contribución probable de la capa de hielo de la Antártida Occidental. La otra gran reserva de hielo en la Antártida oriental que podría retroceder rápidamente es la cuenca de Wilkes, que está sujeta a la inestabilidad de la capa de hielo marino. La pérdida de hielo de estos glaciares de salida posiblemente se compense con ganancias acumuladas en otras partes de la Antártida.

#### Antártida occidental
Si bien la Antártida oriental contiene la mayor fuente potencial de aumento del nivel del mar, es la Antártida occidental la que actualmente experimenta una salida neta de hielo, lo que hace que aumente el nivel del mar. El uso de diferentes satélites desde 1992 hasta 2017 muestra que el derretimiento está aumentando significativamente durante este período. La Antártida en su conjunto ha causado un total de 7.6 ± 3.9 mm de aumento del nivel del mar. Teniendo en cuenta el balance de masa de la capa de hielo de la Antártida Oriental, que se mantuvo relativamente constante, el principal contribuyente del aumento del nivel del mar fue la Antártida Occidental. La aceleración significativa de los glaciares de salida en la ensenada del mar de Amundsen puede haber contribuido a este aumento. En contraste con la Antártida Oriental y la Península Antártica, las temperaturas en la Antártida Occidental han aumentado significativamente con una tendencia entre 0.08 °C por década y 0.96 °C por década entre 1976 y 2012.
Múltiples tipos de inestabilidad están en juego en la Antártida Occidental. Uno es la inestabilidad de la capa de hielo marino, donde el lecho rocoso sobre el que descansan partes de la capa de hielo se encuentra tierra adentro. Esto significa que cuando una parte de la capa de hielo se derrite, una parte más gruesa de la capa de hielo queda expuesta al océano, lo que puede provocar una pérdida adicional de hielo. En segundo lugar, el derretimiento de las plataformas de hielo, las extensiones flotantes de la capa de hielo, conduce a un proceso llamado Inestabilidad de los Acantilados de Hielo Marino . Debido a que funcionan como un contrafuerte para la capa de hielo, su derretimiento conduce a un flujo de hielo adicional. El derretimiento de las plataformas de hielo se acelera cuando el derretimiento de la superficie crea grietas y estas grietas provocan fracturas.
Se ha identificado que los glaciares Thwaites y Pine Island son potencialmente propensos a estos procesos, ya que la topografía del lecho rocoso de ambos glaciares se profundiza más hacia el interior, exponiéndolos a una mayor intrusión de agua cálida en la zona de asentamiento sobre lecho terrestre.  Con el continuo derretimiento y retroceso, los glaciares contribuyen a elevar el nivel global del mar. El propio glaciar Thwaites provocará un aumento del nivel del mar de 65 centímetros si colapsa por completo, pero esto también puede conllevar a la desestabilización otros glaciares en la Antártida occidental. La plataforma de hielo Thwaites puede colapsar en tres a cinco años (2024-2027), lo que puede desestabilizar todo el glaciar Thwaites.
El derretimiento de estos dos glaciares se había acelerado a principios del siglo XXI. Y esto puede desestabilizar toda la capa de hielo de la Antártida occidental. Sin embargo, el proceso probablemente no terminará en este siglo. La mayor parte del lecho rocoso que subyace a la capa de hielo de la Antártida occidental se encuentra muy por debajo del nivel del mar. Un rápido colapso de la capa de hielo de la Antártida Occidental podría elevar el nivel del mar en 3.3 m.

### Groenlandia

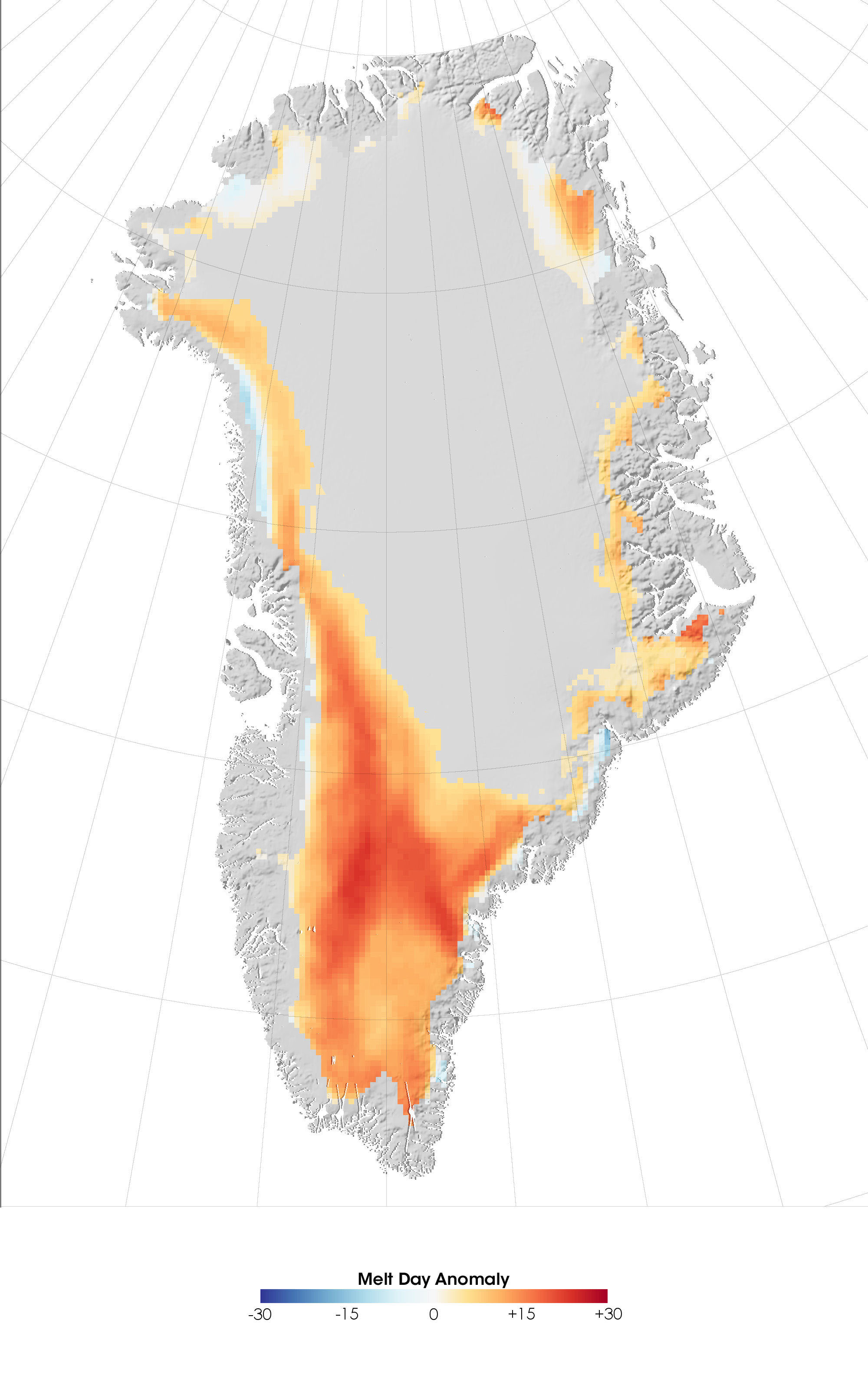
Derretimiento de Groenlandia en 2007, medido como la diferencia entre el número de días en los que se produjo el derretimiento en 2007 en comparación con el promedio anual de días de deshielo entre 1988 y 2006

La mayor parte del hielo en Groenlandia es parte de la capa de hielo de Groenlandia, que tiene 3 km en su parte más gruesa. El resto del hielo de Groenlandia forma parte de glaciares y casquetes polares aislados. Las principales razones que contribuyen al aumento del nivel del mar en Groenlandia son el derretimiento de la capa de hielo (70 %) y el desprendimiento de glaciares (30 %). El polvo, el hollín, los microbios y las algas que viven en partes de la capa de hielo aumentan aún más el derretimiento al oscurecer su superficie y por lo tanto provocan una mayor absorción de radiación térmica; estas regiones donde se ha oscurecido a superficie aumentaron su superficie en un 12 % entre 2000 y 2012, y es probable que se expandan aún más. La pérdida anual promedio de hielo en Groenlandia se duplicó con creces a principios del siglo XXI en comparación con el siglo XX. Algunos de los glaciares de salida más grandes de Groenlandia, como Jakobshavn Isbræ y el glaciar Kangerlussuaq, son los que aportan un mayor caudal de agua al océano.
Un estudio publicado en 2017 concluyó que los glaciares y casquetes polares periféricos de Groenlandia cruzaron un punto de inflexión irreversible alrededor de 1997 y que continuarán derritiéndose. La capa de hielo de Groenlandia y sus glaciares y casquetes polares son los que más contribuyen al aumento del nivel del mar desde las fuentes de hielo terrestres (excluyendo la expansión térmica), y en conjunto representan el 71 %, o 1.32 mm por año durante el período 2012-2016.
Un estudio publicado en 2020 estimó que la capa de hielo de Groenlandia había perdido un total de 3.902 gigatoneladas (Gt) de hielo entre 1992 y 2018, lo que corresponde a una contribución al aumento del nivel del mar de 10.8 milímetros. El aumento del nivel del mar debido al derretimiento de la capa de hielo de Groenlandia generalmente ha aumentado con el tiempo, pasando de 0.07 mm por año entre 1992 y 1997 a 0.68 mm por año entre 2012 y 2017.
Las estimaciones sobre la contribución futura al aumento del nivel del mar de Groenlandia oscilan entre 0.3 a 3 m, para el año 2100. A finales de siglo, Groenlandia contribuirá de 2 a 10 centímetros anuales. La contribución de la capa de hielo de Groenlandia al nivel del mar durante los próximos dos siglos puede ser muy alta debido a un ciclo de auto-reforzamiento (la llamada retroalimentación positiva). Después de un período inicial de derretimiento, la altura de la capa de hielo habrá disminuido. A medida que la temperatura del aire aumenta más cerca de la superficie del mar, comenzará a producirse más derretimiento. Este derretimiento puede acelerarse aún más porque el color del hielo es más oscuro mientras se está derritiendo. Hay un umbral en el calentamiento de la superficie más allá del cual se produce un derretimiento parcial o casi completo de la capa de hielo de Groenlandia. Diferentes investigaciones han puesto este valor de umbral tan bajo como 1 °C, y definitivamente 4 °C, por encima de las temperaturas preindustriales.: 1170  Un análisis de 2021 de los sedimentos subglaciales del fondo de un núcleo de hielo de Groenlandia de 1.4 km de profundidad revela que la capa de hielo de Groenlandia se derritió al menos una vez durante el último millón de años y, por lo tanto, sugiere firmemente que su punto de inflexión está por debajo de la excursión de temperatura positiva máxima de 2.5 °C durante ese período.

### Otros glaciares
Menos del 1 % del hielo de los glaciares se encuentra en los glaciares de montaña, en comparación con el 99 % en Groenlandia y la Antártida. Aun así, los glaciares de montaña han contribuido de manera apreciable al aumento histórico del nivel del mar y contribuirán con una fracción menor, pero aún significativa, del aumento del nivel del mar en el siglo XXI. Los aproximadamente doscientos mil glaciares de la Tierra pueden ser hallados en todos los continentes. Diferentes glaciares responden de manera diferente al aumento de las temperaturas. Por ejemplo, los glaciares de valle que tienen una pendiente poco profunda retroceden incluso con un calentamiento leve. Cada glaciar tiene una altura por encima de la cual hay una ganancia neta de masa y por debajo de la cual el glaciar pierde masa. Si esa altura cambia un poco, esto tiene grandes consecuencias para los glaciares con poca pendiente. : 345 Muchos glaciares desembocan en el océano y, por lo tanto, la pérdida de hielo puede aumentar cuando aumenta la temperatura del océano.
Los estudios de observación y modelado de la pérdida de masa de los glaciares y los casquetes polares indican una contribución al aumento del nivel del mar de 0.2-0.4 mm por año, promediado durante el siglo XX. Durante el siglo XXI, se espera que aumente, con los glaciares contribuyendo 7-24 cm a los niveles globales del mar.: 1165  Los glaciares contribuyeron con alrededor del 40 % al aumento del nivel del mar durante el siglo XX, con estimaciones para el siglo XXI de alrededor del 30 %.

### Hielo marino
El derretimiento del hielo marino contribuye muy poco al aumento global del nivel del mar. Si la densidad del agua derretida del hielo que flota en el mar fuera exactamente igual que el agua de mar, según el principio de Arquímedes, no se produciría ningún ascenso. Sin embargo, el hielo marino derretido contiene menos sal disuelta que el agua de mar y, por lo tanto, es menos densa: en otras palabras, aunque el hielo marino derretido pesa lo mismo que el agua de mar que estaba desplazando cuando era hielo, su volumen sigue siendo ligeramente mayor. Si todas las plataformas de hielo flotante y los icebergs se derritieran, el nivel del mar solo aumentaría aproximadamente 4 cm.

### Almacenamiento de agua terrestre

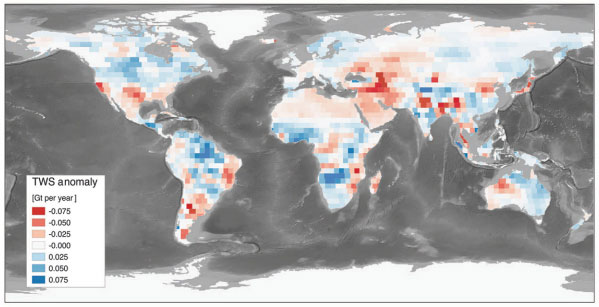
Tendencias en el almacenamiento de agua terrestre a partir de observaciones GRACE en gigatoneladas por año, de abril de 2002 a noviembre de 2014 (se excluyen los glaciares y las capas de hielo).

Los humanos afectan la cantidad de agua almacenada en la tierra. La construcción de presas evita que grandes masas de agua fluyan al mar y, por lo tanto, aumenta el almacenamiento de agua en tierra. Por otro lado, los humanos extraen agua de lagos, humedales y depósitos subterráneos para la producción de alimentos que conducen a la subida del nivel del mar. Además, el ciclo hidrológico se ha visto influido por el cambio climático y la deforestación, lo que puede generar más contribuciones positivas y negativas al aumento del nivel del mar. En el siglo XX, estos procesos se equilibraron más o menos, pero la construcción de represas se ha ralentizado y se espera que se mantenga baja durante el siglo XXI.: 1155 

## Medición

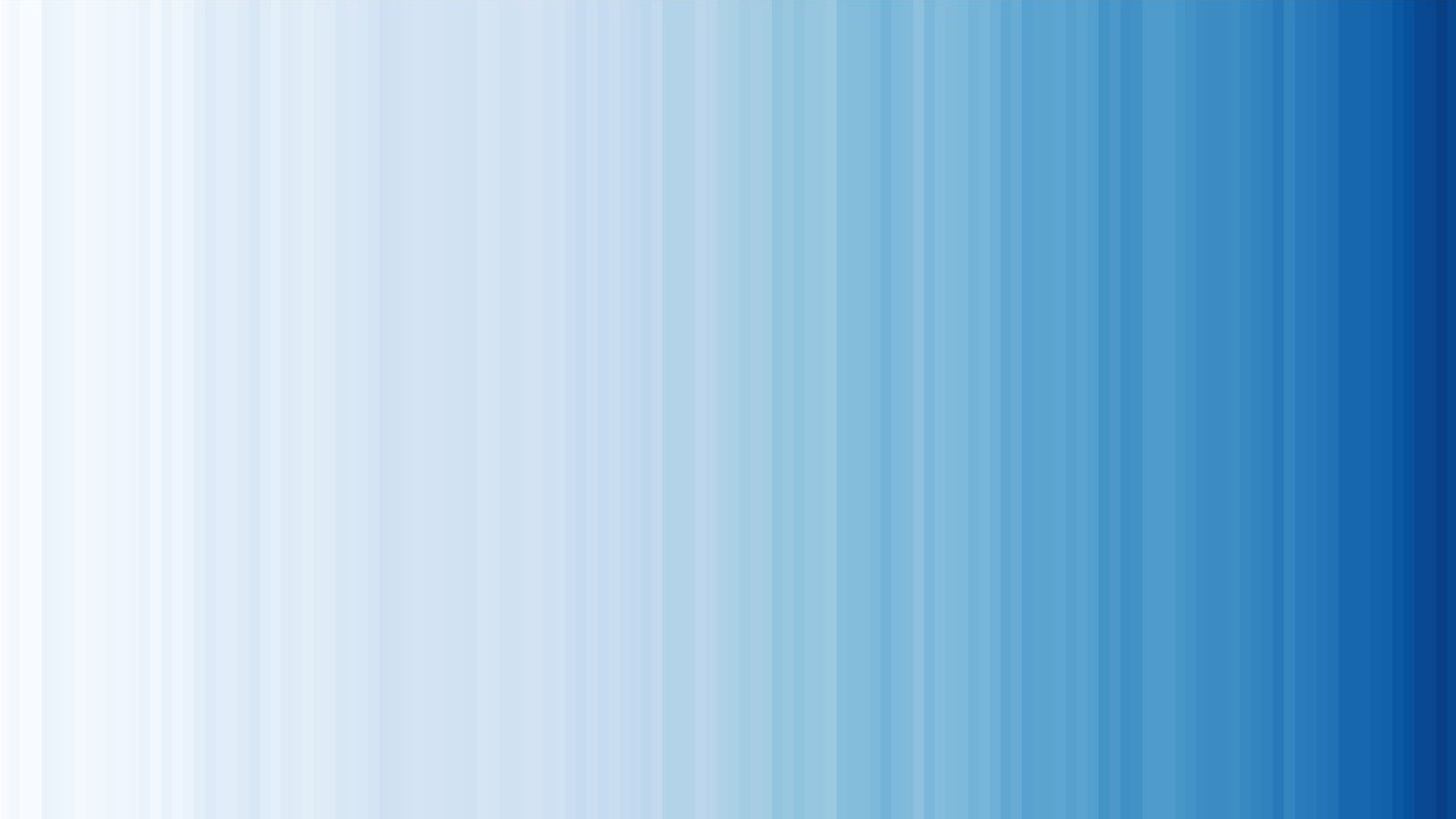
Un gráfico de franjas asigna rangos de mediciones anuales del nivel del mar a los colores respectivos, con el color blanco de referencia a partir de 1880 y los azules más oscuros que denotan un aumento progresivamente mayor del nivel del mar.

Los cambios en el nivel del mar pueden ser provocados por variaciones en la cantidad de agua en los océanos, el volumen del océano o por cambios en la tierra en comparación con la superficie del mar. A lo largo de un período de tiempo uniforme, la realización de evaluaciones puede determinar las contribuciones a la subida del nivel del mar y proporcionar indicaciones tempranas de cambios en la trayectoria. Este tipo de vigilancia puede motivar planes de prevención. Las diferentes técnicas utilizadas para medir los cambios en el nivel del mar no miden exactamente el mismo nivel. Los mareógrafos solo pueden medir el nivel relativo del mar, mientras que los satélites artificiales también pueden medir cambios absolutos en el nivel del mar. Para obtener mediciones precisas del nivel del mar, los investigadores que estudian el hielo y los océanos en nuestro planeta tienen en cuenta las continuas deformaciones de la Tierra sólida, en particular debido a las masas de tierra que aún se elevan debido a la retirada de las masas de hielo del pasado, y también a la gravedad y la rotación de la Tierra.

### Satélites

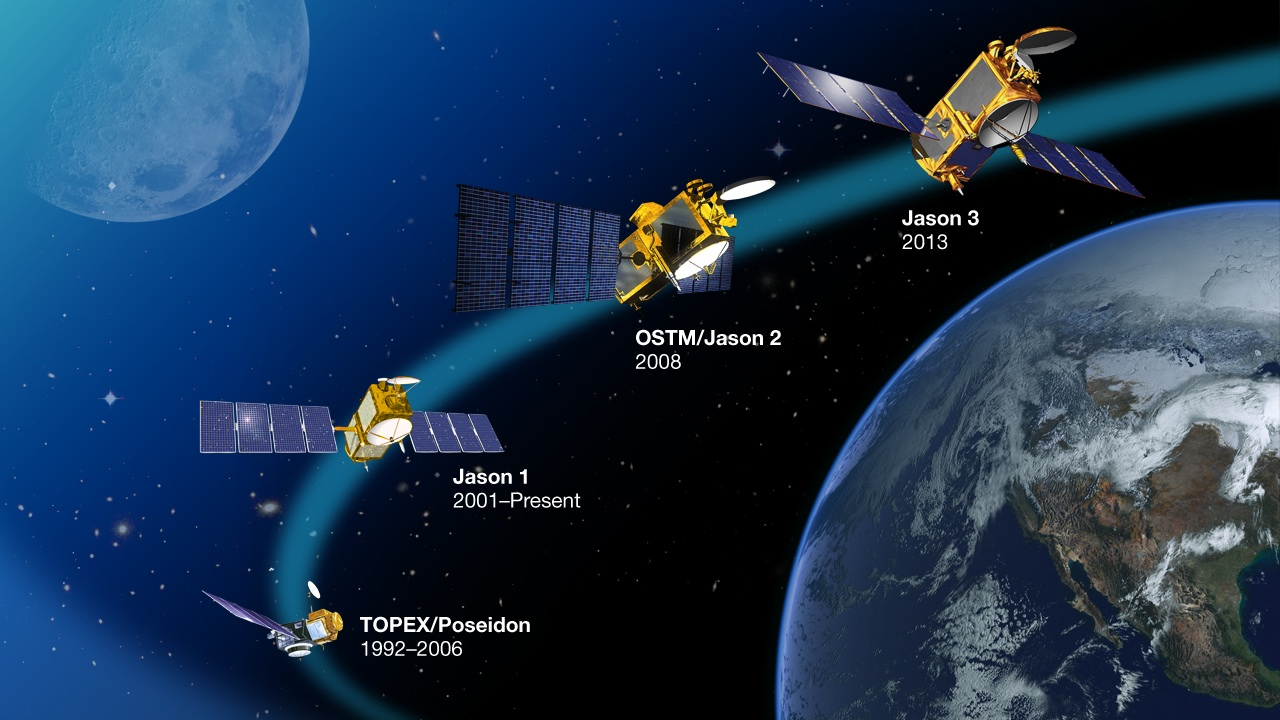
Jason-1 continuó con las mediciones de la superficie del mar iniciadas por TOPEX/Poseidon. Le siguió la Misión de topografía de la superficie del océano en Jason-2 y Jason-3.

Desde el lanzamiento de TOPEX/Poseidon en 1992, una serie superpuesta de satélites altimétricos ha estado registrando continuamente el nivel del mar y sus cambios. Esos satélites pueden medir las colinas y valles en el mar causados por las corrientes y detectar tendencias en su altura. Para medir la distancia a la superficie del mar, los satélites envían un pulso de microondas que se refleja en la superficie del océano y registra el tiempo que tarda en regresar. Los radiómetros de microondas corrigen el retraso adicional causado por el vapor de agua en la atmósfera. La combinación de estos datos con la ubicación conocida con precisión de la nave espacial determina la altura de la superficie del mar con una precisión de unos pocos centímetros (aproximadamente una pulgada). Se ha estimado que las tasas actuales de aumento del nivel del mar a partir de la altimetría satelital son de 3.0 ± 0.4 mm  por año para el período 1993–2017. Las primeras mediciones satelitales estaban ligeramente en desacuerdo con las mediciones de mareógrafos .Finalmente, se identificó que un pequeño error de calibración para el satélite Topex/Poseidon había causado una ligera sobreestimación de los niveles del mar de 1992-2005, lo que enmascaró en las mediciones del satélite la aceleración del aumento del nivel del mar en curso que era visible en la serie temporal del mareógrafo.
Los satélites son útiles para medir variaciones regionales en el nivel del mar, como el aumento sustancial entre 1993 y 2012 en el Pacífico tropical occidental. Este fuerte aumento se ha relacionado con el aumento de los vientos alisios, que se producen cuando la Oscilación Decadal del Pacífico (PDO) y El Niño-Oscilación del Sur (ENOS) cambian de un estado a otro. El PDO es un patrón climático de toda la cuenca que consta de dos fases, cada una de las cuales suele durar de 10 a 30 años, mientras que el ENSO tiene un período más corto de 2 a 7 años.

### Mareógrafos

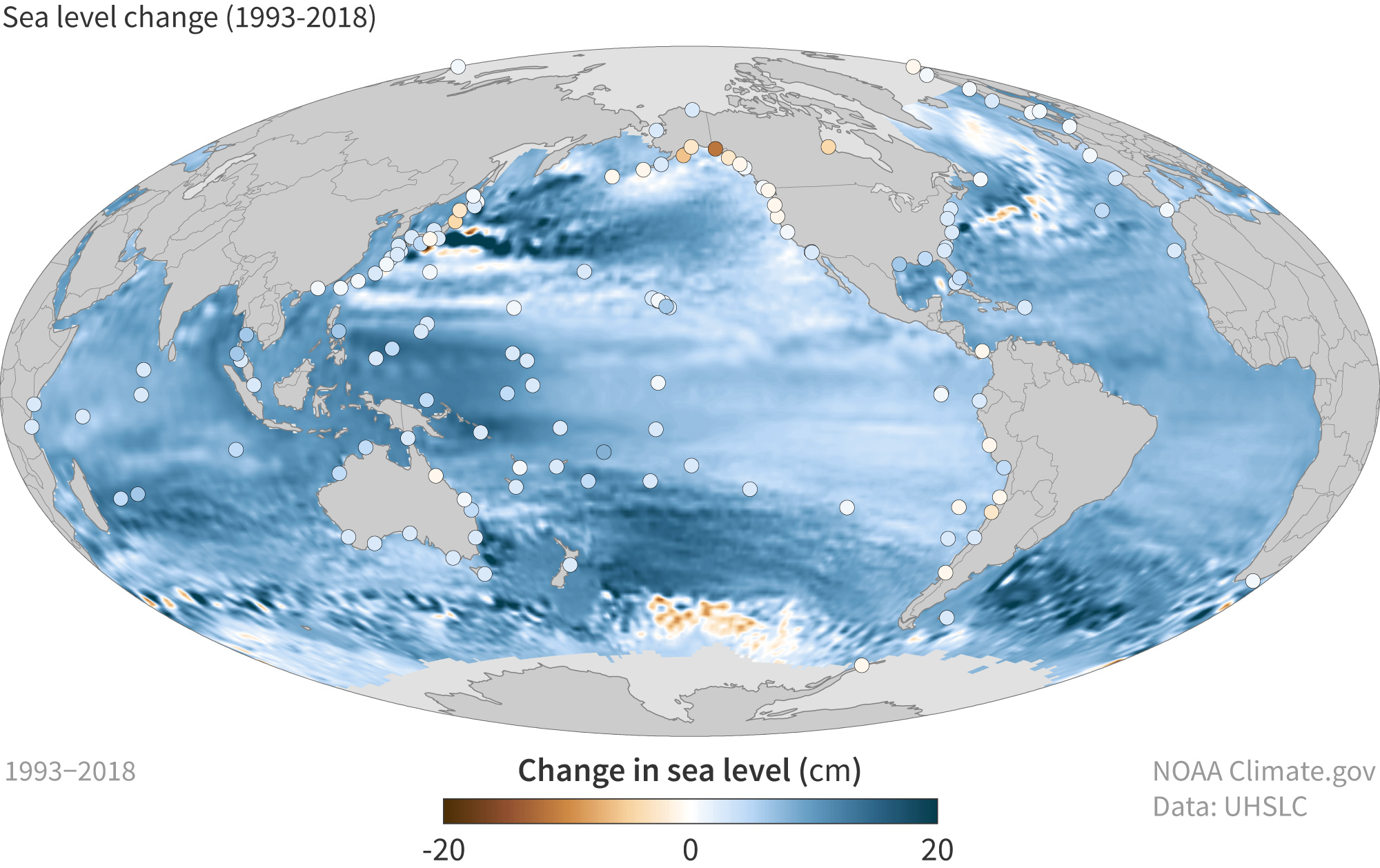
Entre 1993 y 2018, el nivel medio del mar aumentó en la mayor parte de los océanos del mundo (colores azules).

La red mundial de mareógrafos es otra fuente importante de observaciones del nivel del mar. Comparado con el registro satelital, este registro tiene grandes brechas espaciales pero cubre un período de tiempo mucho más largo. La cobertura de mareógrafos comenzó principalmente en el hemisferio norte, y los datos para el hemisferio sur siguieron siendo escasos hasta la década de 1970. Las mediciones del nivel del mar más antiguas, NAP o Amsterdam Ordnance Datum establecidas en 1675, se registran en Ámsterdam, Países Bajos. En Australia, la colección de registros también es bastante extensa, incluidas las mediciones realizadas por un meteorólogo aficionado a partir de 1837 y las mediciones tomadas desde un punto de referencia del nivel del mar en un pequeño acantilado en la Isla de los Muertos, en Tasmania, cerca del asentamiento de convictos de Port Arthur en 1841.
Esta red se utilizó, en combinación con datos de altímetros satelitales, para establecer que el nivel medio global del mar aumentó 19.5 cm entre 1870 y 2004 a una tasa promedio de alrededor de 1.44 mm/año (1.7 mm/año durante el siglo XX). Los datos recopilados por la Organización de Investigación Científica e Industrial de la Commonwealth (CSIRO) en Australia muestran que el nivel medio global del mar actualmente aumenta en 3.2 mm por año, al doble de la tasa promedio del siglo XX. Esta es una confirmación importante de las simulaciones de cambio climático que predijeron que el aumento del nivel del mar se aceleraría en respuesta al cambio climático.
Algunas diferencias regionales también son visibles en los datos del mareógrafo. Algunas de las diferencias regionales registradas se deben a diferencias en el nivel real del mar, mientras que otras se deben a movimientos verticales de la tierra. En Europa, por ejemplo, se encuentra una variación considerable debido a que algunas áreas de tierra se elevan mientras que otras se hunden. Desde 1970, la mayoría de las estaciones de mareas han medido mares más altos, pero los niveles del mar a lo largo del norte del Mar Báltico han disminuido debido al rebote posglacial.

## Efectos

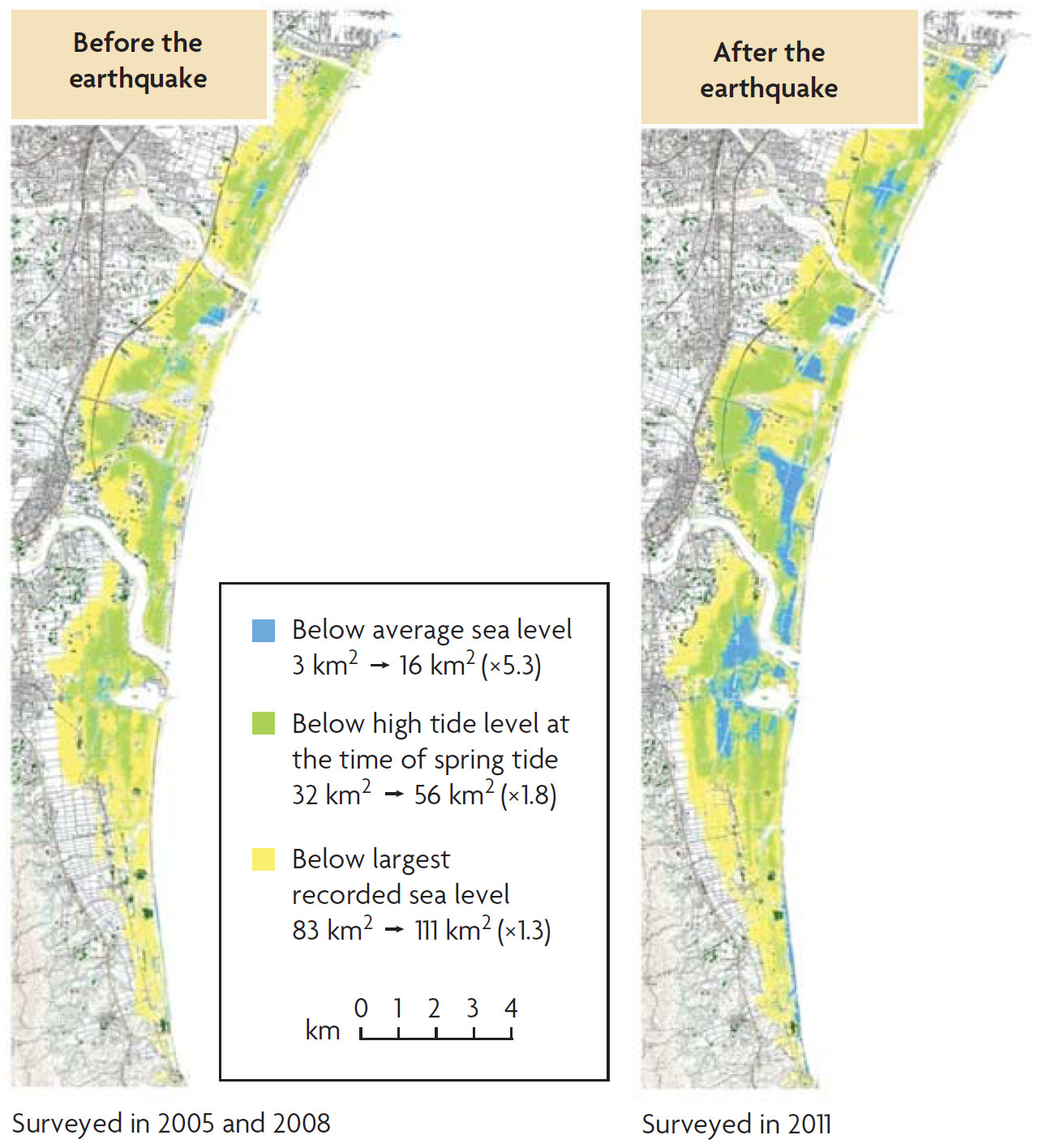
Japón es un país vulnerable ante el aumento del nivel del mar. El Terremoto y tsunami de Japón de 2011 provocó un gran hundimiento en algunas zonas urbanas costeras. En la ciudad de Rikuzentakata, por ejemplo, se produjo un hundimiento de 84 cm, lo que provocó la inundación de las zonas costeras y de las carreteras durante la marea alta, dificultando a menudo los esfuerzos de recuperación y rehabilitación. El nivel de protección natural contra las mareas de tempestad y las inundaciones disminuyó significativamente en la llanura de Sendai. La superficie por debajo del nivel medio del mar se triplicó con creces (de 3 km2 a 16 km2) después del terremoto.

Se espera que el aumento actual y futuro del nivel del mar tenga una serie de impactos, particularmente en los sistemas costeros. Tales impactos incluyen mayores y más frecuentes inundaciones por mareas altas y marejadas, aumento de la erosión costera, inhibición de los procesos de producción primaria, inundaciones costeras más extensas, cambios en la calidad del agua superficial y características de las aguas subterráneas. A su vez, se prevé que esto aumente la pérdida de propiedades y hábitats costeros, mayor riesgo de inundación y posible pérdida de vidas, pérdida de recursos y valores culturales no monetarios, impactos en la agricultura y la acuicultura a través de la disminución de la calidad del suelo y el agua, y pérdida del turismo, recreación y funciones de transporte.: 356 Muchos de estos impactos son perjudiciales. Debido a la gran diversidad de ambientes costeros, las diferencias regionales y locales en el nivel relativo del mar proyectado y los cambios climáticos, y las diferencias en la resiliencia y capacidad de adaptación de los ecosistemas, sectores y países, los impactos serán muy variables en el tiempo y el espacio. Los deltas de los ríos en África y Asia y los pequeños estados insulares son particularmente vulnerables al aumento del nivel del mar.
Además de la subida del nivel del mar, hay otros efectos del cambio climático que pueden influir mucho en las poblaciones. Esto incluye, por ejemplo, la pérdida de ecosistemas costeros como los corales debido al calentamiento de los océanos o al aumento de las precipitaciones extremas causadas por el cambio climático. Los impactos de las inundaciones costeras se ven exacerbados por los cambios en el uso de la tierra, como la urbanización o la deforestación de las zonas costeras bajas. Las regiones que ya son vulnerables al aumento del nivel del mar también luchan contra las inundaciones costeras que arrastran la tierra y alteran el paisaje. Las personas en estas áreas luchan cada vez más debido a estos diferentes efectos del cambio climático. Las tormentas influenciadas por el cambio climático también crean una mayor frecuencia de inundaciones costeras. Abordar los problemas de inundaciones que experimenta una región, ciudad o país se basará en los esfuerzos del país afectado. Sin mucho esfuerzo, estas regiones costeras podrían degradarse continuamente y, por lo tanto, afectar en gran medida el tamaño y la influencia de un país.
A nivel mundial, decenas de millones de personas estarán expuestas en las últimas décadas del siglo XXI si los gases de efecto invernadero no se reducen drásticamente. Muchas áreas costeras tienen un gran crecimiento demográfico, lo que resulta en más personas en riesgo por el aumento del nivel del mar. El aumento del nivel del mar plantea un riesgo directo: las casas desprotegidas pueden inundarse, y amenazas indirectas de mayores marejadas ciclónicas, tsunamis y mareas reales. Asia tiene la población más grande en riesgo por el nivel del mar con países como Bangladés, China, India, Indonesia y Vietnam que tienen áreas costeras muy densamente pobladas. Los efectos de los desplazamientos dependen en gran medida del éxito de los gobiernos a la hora de poner en práctica las defensas contra la subida del nivel del mar, lo que preocupa a los países más pobres, como los subsaharianos y las naciones insulares.
Un estudio de 2019 encontró que la cantidad de personas expuestas al aumento del nivel del mar durante el siglo XXI es tres veces mayor de lo que se pensaba anteriormente. Para 2050, 150 millones estarán bajo la línea de agua durante la marea alta y 300 millones vivirán en zonas con inundaciones cada año. Para el año 2100, esos números difieren considerablemente según el escenario de emisión. En un escenario de bajas emisiones, 140 millones quedarán bajo el agua durante la marea alta y 280 millones sufrirán inundaciones cada año. En el escenario de altas emisiones, las cifras llegan a 540 millones y 640 millones respectivamente. El setenta por ciento de ellos son de ocho países de Asia: China, Bangladés, India, Indonesia, Tailandia, Vietnam, Japón y Filipinas.
Una revisión en 2020 de 33 publicaciones encontró que «la mayoría de las estimaciones globales son del orden de decenas o cientos de millones de personas expuestas a inundaciones costeras permanentes e inundaciones costeras esporádicas en diferentes períodos y escenarios» debido al aumento del nivel del mar.

### Áreas costeras

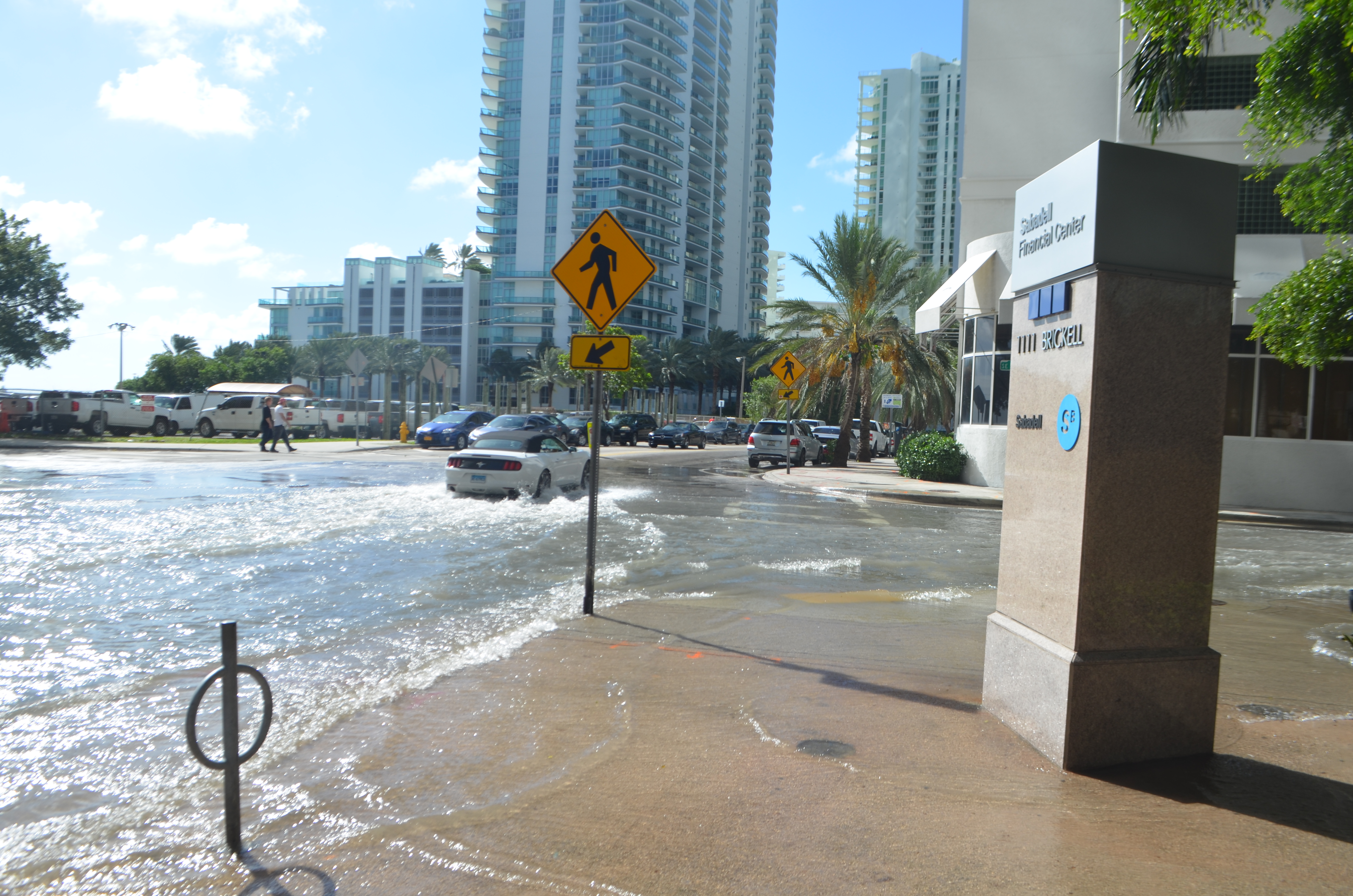
Inundaciones de marea en Miami durante una marea real (17 de octubre de 2016). El riesgo de inundaciones por mareas aumenta con el aumento del nivel del mar.

Debido a numerosos factores, el nivel del mar está aumentando a un ritmo acelerado, lo que representa una gran amenaza para el medio ambiente humano, tanto ahora como en el futuro. Aunque este es un proceso lento y continuo, sus efectos acumulativos a largo plazo en el mundo, especialmente en las zonas costeras, representan una seria amenaza. En los últimos años, algunas zonas costeras ya han tenido que hacer frente a efectos acumulados durante un largo período de cambio. Estas áreas son sensibles al aumento del nivel del mar, los cambios en la frecuencia e intensidad de las tormentas, el aumento de las precipitaciones y el aumento de la temperatura del océano. El 10 % de la población mundial vive en zonas costeras a menos de 10 metros sobre el nivel del mar. Además, dos tercios de las ciudades del mundo con más de cinco millones de habitantes se encuentran en estas zonas costeras bajas. En total, aproximadamente 600 millones de personas viven directamente en zonas costeras de todo el mundo. Usando un escaneo láser remoto llamado LiDAR para medir la elevación de la superficie de la Tierra, los investigadores encontraron que en el año 2021 267 millones de personas en todo el mundo vivían en tierra a menos de 2 metros sobre el nivel del mar y que con un aumento del nivel del mar de 1 metro y un crecimiento demográfico nulo, ese número podría aumentar a 410 millones de personas.
La ventaja que tienen las poblaciones de la región costera es que técnicamente tendrían otras partes del país o región a las que podrían mudarse o migrar. Además, la idea con estos países es que posiblemente puedan recibir asistencia de su gobierno o de sus compatriotas. Los desafíos para las personas en las naciones bajas es que deben desarraigar toda su vida y cultura para mudarse a áreas más seguras. Las poblaciones que se mudan de las costas también se verían afectadas por la pérdida de medios de subsistencia y podrían convertirse en una gran presión para las regiones o ciudades que habitan. Además, tanto su gobierno original como los países receptores pueden carecer o retener recursos para ayudar a estos migrantes climáticos, lo que agrava su nivel de pobreza.

#### Efectos actuales
El aumento del nivel del mar favorece las inundaciones crónicas durante la marea alta, como se evidencia, por ejemplo, en la costa este de EE. UU. De manera similar, Florida, que es extremadamente vulnerable al cambio climático, ya está experimentando importantes inundaciones y mareas gigantes. Otra zona en peligro es Venecia, que ha sufrido importantes inundaciones; esta ciudad está ubicada en islas en el delta de los ríos Po y Piave. El aumento del nivel del mar provoca un aumento en la frecuencia y magnitud de las inundaciones en la ciudad que ya gastó más de $6 mil millones en el sistema de barreras contra inundaciones.
La producción de alimentos en las zonas costeras también se ve afectada por el aumento del nivel del mar. Debido a las inundaciones y la intrusión de agua salada en el suelo, aumenta la salinidad de las tierras agrícolas cercanas al mar, lo que plantea problemas para los cultivos que no son resistentes a la sal. Además, la intrusión de sal en el agua de riego dulce plantea un segundo problema para los cultivos que se riegan. Las variantes de cultivos resistentes a la sal desarrolladas recientemente son actualmente más caras que los cultivos que están destinados a reemplazar. Las tierras de cultivo en el delta del Nilo se ven afectadas por inundaciones de agua salada, y ahora hay más sal en el suelo y el agua de riego en el delta del río Rojo y el delta del Mekong en Vietnam. Bangladés y China se ven afectados de manera similar, particularmente en su producción de arroz.
El aumento del nivel del mar también se ha relacionado con un mayor riesgo de tsunamis, que podrían afectar a las ciudades costeras de los océanos Pacífico y Atlántico.

#### Efectos futuros

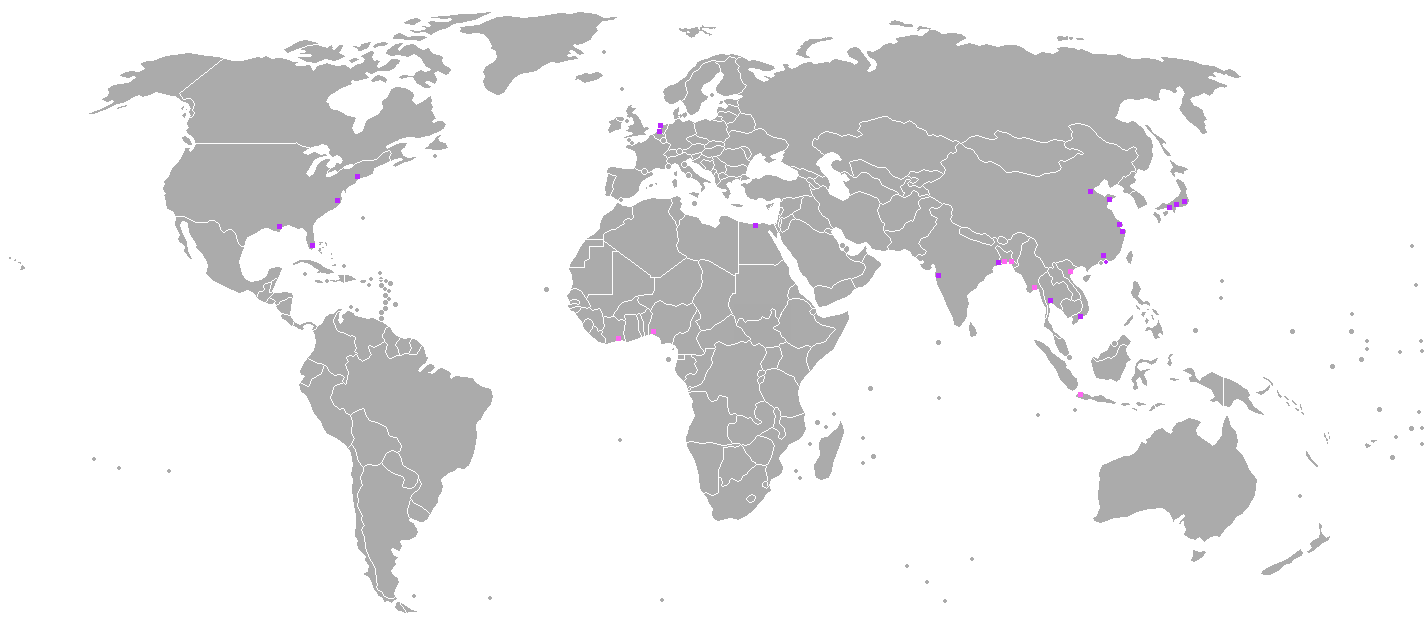
Principales ciudades amenazadas por la subida del nivel del mar. Las ciudades indicadas están amenazadas incluso por una pequeña subida del nivel del mar (49 cm) en comparación con el nivel de 2010. Incluso las proyecciones moderadas indican que esa subida se habrá producido en 2060.

El futuro aumento del nivel del mar podría generar dificultades potencialmente catastróficas para las comunidades costeras en los próximos siglos: por ejemplo, millones de personas se verán afectadas en ciudades como Miami, Río de Janeiro, Osaka y Shanghái si se sigue la trayectoria actual de 3 °C. La ciudad egipcia de Alejandría se enfrenta a una situación similar, donde cientos de miles de personas que viven en zonas bajas ya tendrán que ser reubicadas en la próxima década. Sin embargo, es probable que los modestos aumentos en el nivel del mar se compensen cuando las ciudades se adapten mediante la construcción de diques o mediante la reubicación.
El centro de estudios no partidista Resources for the Future describe a Miami como «la ciudad costera principal más vulnerable del mundo» a los daños asociados con las inundaciones costeras relacionadas con las tormentas y el aumento del nivel del mar. La marejada ciclónica será uno de los más importantes desastres causados por el aumento del nivel del mar en el futuro y que puede causar la mayor pérdida de vidas y propiedades en las áreas costeras del mundo. Las marejadas ciclónicas se han visto afectadas en los últimos años por el aumento del nivel del mar, que ha aumentado en frecuencia e intensidad. Por ejemplo, una de las zonas más afectadas es la ciudad de Nueva York, donde las simulaciones de un estudio muestran que el impacto de la subida del nivel del mar en la zona de Nueva York, el periodo de retorno de la inundación por tormenta de 100 años (la cantidad de inundaciones en lo que actualmente es un periodo de 100 años) podría reducirse a 19 - 68 años, de media, en la década de 2050, y a 4 - 60 años en la década de 2080.

### Naciones insulares

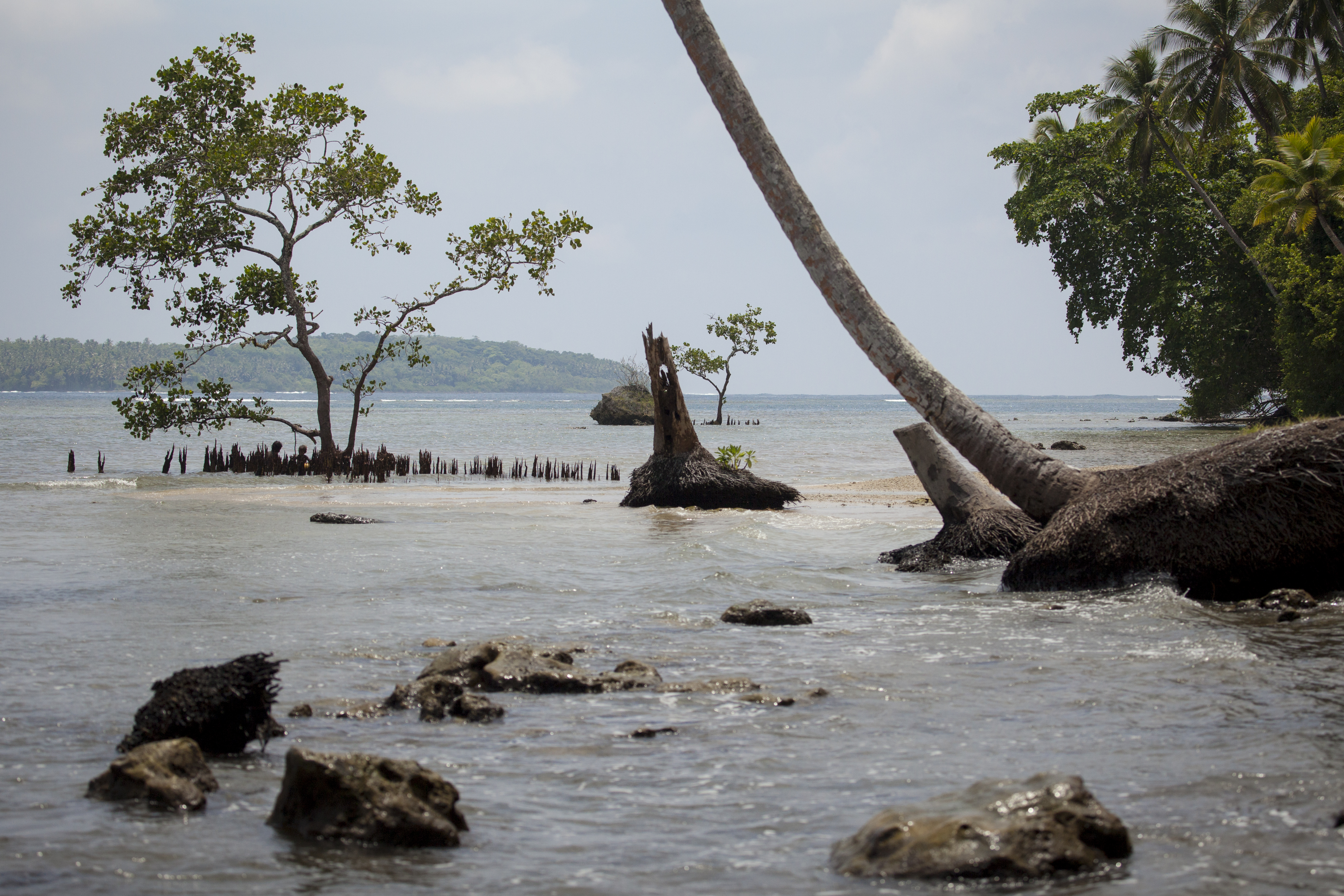
Costa sumergida con rocas expuestas y árboles caídos o muertos a medida que el litoral es tragado por el mar a un ritmo constante. Esta imagen muestra lo que está ocurriendo en la costa de la isla Nggatokae, en la provincia occidental de las Islas Salomón.

Los atolones, las islas bajas y las zonas costeras bajas de las islas son particularmente vulnerables al aumento del nivel del mar. Los posibles impactos incluyen la erosión costera, las inundaciones y la intrusión de sal en los suelos y el agua dulce. Ningún país es más vulnerable que las pequeñas naciones insulares, en particular aquellas con concentraciones de población en los atolones. Los atolones en promedio alcanzan de 1 a 2 metros sobre el nivel del mar. Este tipo de isla es una etapa final en la historia geológica de una isla de origen volcánico (todas las islas volcánicas suelen convertirse en atolones, eventualmente). Con el cambio climático provocando el aumento del nivel del mar, el proceso de formación de atolones se ha acelerado. Dado que los atolones son islas bajas, son vulnerables a la crecida de las aguas o a las tormentas que los cubren de agua. Los atolones son vitales porque en ellos se asientan muchas culturas distintas y naciones soberanas. A medida que el agua del océano cubre prematuramente los atolones, el agua salada puede entrometerse en los suministros de agua potable y socavar los ecosistemas que la población utiliza para sobrevivir. El aumento del nivel del mar tiene el potencial de devastar el turismo y las economías locales; un aumento del nivel del mar de 1.0 metro provocaría la inundación parcial o total del 29 % de los centros turísticos costeros del Caribe, mientras que el otro 49-60 % de los centros turísticos costeros estarían en riesgo por la erosión costera resultante. Es difícil evaluar cuánto de la erosión y las inundaciones pasadas han sido causadas por el cambio del nivel del mar, en comparación con otros eventos ambientales como los huracanes. La adaptación al aumento del nivel del mar es costosa para las pequeñas naciones insulares, ya que una gran parte de su población vive en áreas que están en riesgo.
Millones de personas en estas naciones insulares o naciones con muchas islas son increíblemente vulnerables al aumento del nivel del mar. Algunos países y regiones quedarán sumergidos, lo que empujará a las personas que viven allí a luchar, adaptarse o reubicarse. Los países desarrollados podrían ver llegar una ola gigante de refugiados debido a la pérdida de los hogares de los refugiados y, por lo tanto, tener problemas de seguridad. Si bien los isleños de todo el mundo han sido personas muy adaptables, también han dependido en gran medida de los recursos que adquieren de sus islas. Si bien puede parecer que los océanos son abundantes y pueden proporcionar todo, también tienden a ser entornos muy difíciles en los que prosperar. Es de interés cómo el aumento del nivel del mar afectará a los niños de estas comunidades. Ser un niño que no tiene estabilidad en el hogar y su comunidad puede crear una variedad de problemas en su desarrollo. Los niños en los pequeños estados insulares ya enfrentan obstáculos en el acceso a los alimentos y el agua, el desplazamiento y los trastornos mentales y sociales resultantes de estos factores estresantes.

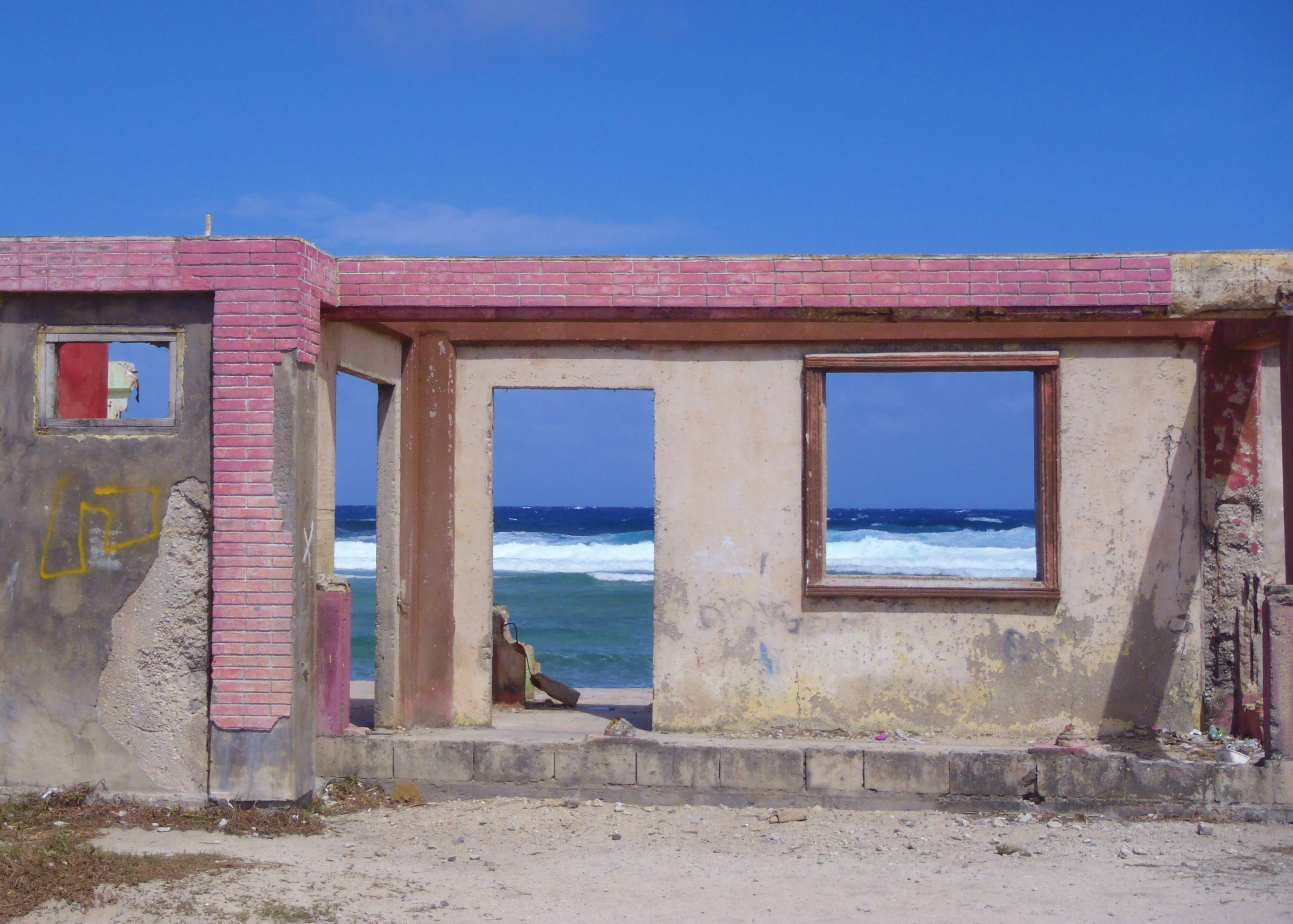
La mayor parte del territorio de las Islas Marshall no está más de un metro por encima de la marca de la marea alta. Vivienda abandonada por efectos del aumento del nivel del mar.

Maldivas, Tuvalu y otros países de baja altitud se encuentran entre las áreas que se encuentran en más alto riesgo. Al ritmo actual, el nivel del mar sería lo suficientemente alto como para hacer que Maldivas sea inhabitable para 2100. Los eventos geomorfológicos como las tormentas tienden a tener mayores impactos en la isla de arrecifes que el aumento del nivel del mar, por ejemplo, en una de las Islas Marshall. Estos efectos incluyen la erosión inmediata y el posterior proceso de regeneración que puede variar en duración de décadas a siglos, incluso resultando en áreas de tierra más grandes que los valores previos a la tormenta. Con un aumento esperado en la frecuencia e intensidad de las tormentas, estas pueden llegar a ser más importantes para determinar la forma y el tamaño de las islas que el aumento del nivel del mar. La nación insular de Fiyi está siendo afectada por el aumento del nivel del mar. Cinco de las  Islas Salomón han desaparecido debido a los efectos combinados del aumento del nivel del mar y los vientos alisios más fuertes que empujaban el agua hacia el Pacífico occidental.
En el caso de que todas las islas de una nación insular se vuelvan inhabitables o queden completamente sumergidas en el mar, los propios estados también se disolverían. Una vez que esto sucede, se eliminan todos los derechos sobre el área circundante (mar). Esta área puede ser importante ya que los derechos se extienden a un radio de 414.8 km alrededor de todo el estado insular. Cualquier recurso, como petróleo fósil, minerales y metales, dentro de esta área puede ser desenterrado libremente por cualquier persona y vendido sin necesidad de pagar ninguna comisión al (ahora disuelto) estado insular.

### Ecosistemas

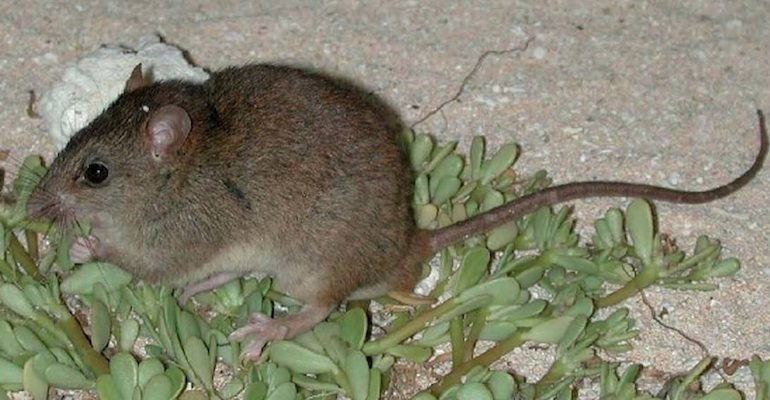
Melomías de Bramble Cay Melomys rubicola. En 2016 se declaró extinta en Bramble Cay, donde había sido endémica, y probablemente también extinta a nivel mundial, siendo la pérdida de hábitat debido al aumento del nivel del mar la causa principal.

Los ecosistemas costeros se enfrentan a cambios drásticos como consecuencia de la subida del nivel del mar. Muchos sistemas podrían acabar perdiéndose cuando el nivel del mar suba demasiado o demasiado rápido. Algunos ecosistemas pueden desplazarse hacia el interior debido a la influencia de la alteración de la pleamar, pero a muchos se les impide migrar debido a barreras naturales o artificiales. Este estrechamiento de la costa, que a veces se denomina «compresión de la costa» cuando se consideran las barreras artificiales, podría provocar la pérdida de hábitats como las marismas y los pantanos.
El ecosistema de manglar es uno de los ecosistemas afectados por el aumento del nivel del mar. Este es un conjunto ecológico compuesto por plantas de mangle que crecen en y alrededor de las marismas de la costa tropical. Su valor ecológico es alto porque es un hábitat ideal para muchas especies. En los últimos años, los manglares se han desplazado tierra adentro, pero su éxito depende de diversa información ambiental, como la topografía y la geología. Cuanto más cálido es el clima, más grandes crecen. Las raíces respiratorias del manglar o neumatóforos pueden llegar a medir medio metro de altura. Los manglares y las marismas se adaptan al aumento del nivel del mar mediante la construcción vertical utilizando sedimentos y materia orgánica acumulados. Si el aumento del nivel del mar es demasiado rápido, no podrán mantener el ritmo de adaptación y, en cambio, quedarán sumergidos. Más específicamente, si la tasa de deposición de manglares no sigue el ritmo del aumento del nivel del mar, la clave para la extinción del ecosistema de manglares es la relación entre la tasa de migración tierra adentro y la tasa de aumento del nivel del mar. Si el nivel del mar sube más rápido de lo que los manglares pueden moverse hacia la tierra, esto puede conducir a la pérdida de ecosistemas. La capacidad de los manglares para sobrevivir a eventos de aumento del nivel del mar depende de su capacidad para migrar hacia el interior. Como ambos ecosistemas protegen contra las marejadas ciclónicas, las olas y los tsunamis, perderlos empeora los efectos del aumento del nivel del mar. Las actividades humanas, como la construcción de represas, pueden restringir el suministro de sedimentos a los humedales y, por lo tanto, impedir los procesos de adaptación natural. Como consecuencia, la pérdida de algunas marismas es, teóricamente, inevitable.
Cuando el agua de mar llega tierra adentro, pueden ocurrir problemas relacionados con suelos contaminados. Además, los peces, las aves y las plantas costeras podrían perder partes de su hábitat. El coral, importante para la vida de las aves y los peces, necesita crecer verticalmente para permanecer cerca de la superficie del mar a fin de obtener suficiente energía de la luz solar. Hasta ahora ha podido mantener el crecimiento vertical con el aumento del nivel del mar, pero es posible que no pueda hacerlo en el futuro. En 2016, se informó que los melomys de Bramble Cay, que vivían en una isla de la Gran Barrera de Coral, probablemente se habían extinguido debido a las inundaciones provocadas por el aumento del nivel del mar. Este informe fue confirmado por el gobierno federal de Australia cuando declaró extintos a los melomys de Bramble Cay en febrero de 2019, lo que convirtió a esta especie en el primer mamífero conocido en extinguirse como resultado del aumento del nivel del mar.

## Adaptación
Las opciones de adaptación al aumento del nivel del mar se pueden clasificar en términos generales en retirarse, acomodarse y protegerse. Retirarse es mover personas e infraestructura a áreas menos expuestas y prevenir un mayor desarrollo en áreas que están en riesgo. Este tipo de adaptación es potencialmente disruptiva, ya que el desplazamiento de personas puede generar tensiones sociales y/o políticas. Las opciones de acomodarse son medidas que hacen que las sociedades sean más flexibles ante el aumento del nivel del mar. Los ejemplos son el cultivo de cultivos alimentarios que toleran un alto contenido de sal en el suelo y la creación de nuevos estándares de construcción que requieren que la construcción se construya más alto y tenga menos daños en caso de que ocurra una inundación. Finalmente, las áreas pueden protegerse mediante la construcción de represas, diques y mejorando las defensas naturales. Más detalladamente, los problemas existentes se dividen en dos partes: una es la contaminación del agua y la otra son las mareas de tempestad y las inundaciones. Además, las marejadas ciclónicas y las inundaciones pueden ser instantáneas y devastadoras para las ciudades, y algunas áreas costeras han comenzado a invertir en válvulas de aguas pluviales para hacer frente a inundaciones más frecuentes y graves durante las mareas altas.
Estas opciones de adaptación pueden dividirse a su vez en duras y blandas. La adaptación dura se basa sobre todo en infraestructuras construidas por el hombre que requieren mucho capital e implican cambios a gran escala en las sociedades humanas y los sistemas ecológicos. Debido a su gran escala, no suele ser flexible. La adaptación blanda implica el refuerzo de las defensas naturales y las estrategias de adaptación de las comunidades locales, así como el uso de tecnología sencilla y modular, que puede ser de propiedad local. Los dos tipos de adaptación pueden ser complementarios o mutuamente excluyentes.
El comercio marítimo es la forma dominante de comercio de recursos y bienes en todo el mundo. Cuando se habla de la subida del nivel del mar, existe la posibilidad de que surjan problemas importantes para el comercio marítimo y los puertos que se utilizan. Lo que también es importante para estos puertos es que aún no se sabe cómo seguirá afectando la subida del nivel del mar a lo largo del tiempo. En la inversión de los puertos marítimos intervienen diversos factores. Los factores que son importantes para los puertos marítimos en referencia a la subida del nivel del mar son dónde estarán los puertos comerciales importantes en el futuro, si se pueden alterar y proteger los puertos que se utilizan actualmente, y cuánto se necesita para proteger el comercio sin perder tiempo o dinero. La subida del nivel del mar es una preocupación para los puertos marítimos, pero es difícil descifrar qué cambios hay que hacer ya que el nivel del mar no sube al mismo ritmo en todo el mundo.

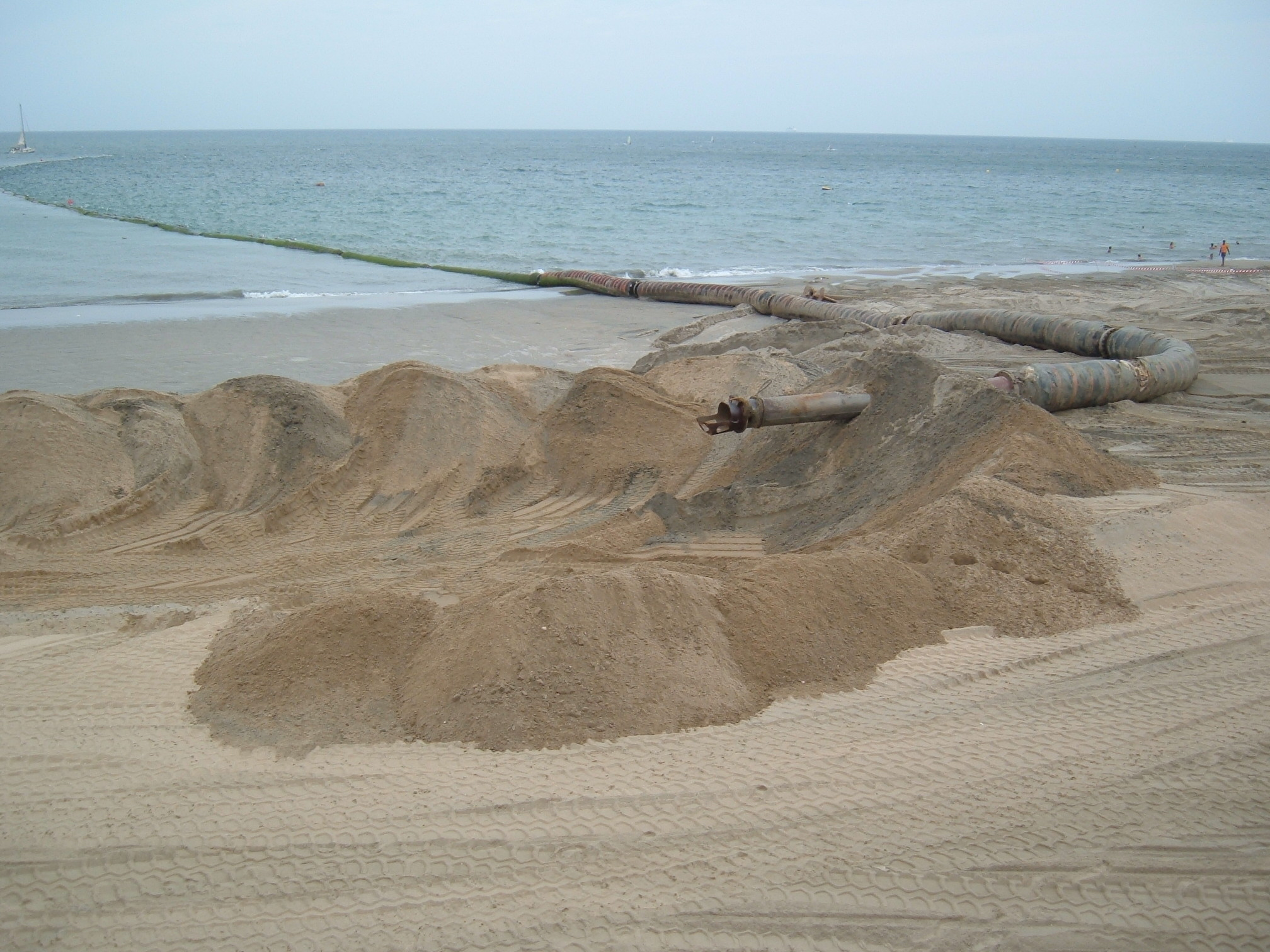
Restauración de playas en proceso en Barcelona.

Muchos países están desarrollando planes concretos para la adaptación. Un ejemplo es la extensión de Delta Works en los Países Bajos, un país que se encuentra parcialmente por debajo del nivel del mar y se está hundiendo. En 2008, la Comisión Holandesa del Delta advirtió en un informe que los Países Bajos necesitarían un nuevo programa masivo de construcción para fortalecer las defensas acuáticas del país contra el aumento del nivel del mar durante los siguientes 190 años. Esto incluyó la elaboración de planes de evacuación para el peor de los casos. El plan también incluía más de 100.000 millones de euros en nuevos gastos hasta el año 2100 para medidas cautelares, como la ampliación de las dunas costeras y el fortalecimiento de los diques marítimos y fluviales. La comisión dijo que el país debe planificar un aumento en el Mar del Norte de hasta 1.3 m para 2100 y plan para el aumento entre 2 a 4 metros para 2200.
Para hacer frente a la amenaza del aumento del nivel del mar en Bangladés, en 2018 se lanzó el Plan Delta de Bangladés 2100. A partir de 2020, se vio que no alcanzó la mayoría de sus objetivos iniciales. El progreso está siendo monitoreado.
Las ciudades costeras de EE. UU. llevan a cabo la regeneración de playas, también conocida como reabastecimiento de playas, donde arena es transportada y añadida, además de otras medidas de adaptación, como la zonificación, las restricciones a la financiación estatal a proyectos de infraestructura y los estándares del código de construcción. Algunas naciones insulares, como la República de Maldivas, Kiribati y Tuvalu están considerando la migración internacional de su población en respuesta al aumento del nivel del mar. Mudarse a diferentes países no es una solución fácil, ya que aquellos que se mudan deben tener un ingreso estable y una red social en su nuevo país. Podría ser más fácil adaptarse localmente moviéndose tierra adentro y aumentando el suministro de sedimentos necesarios para la protección contra la erosión natural. En la nación insular de Fiyi, los residentes están restaurando los arrecifes de coral y los manglares para protegerse contra las inundaciones y la erosión, lo que se estima que es más rentable que construir diques.
La adaptación al aumento del nivel del mar a menudo tiene que tener en cuenta otros problemas ambientales, como el hundimiento de la tierra o la destrucción del hábitat. En 2019, el presidente de Indonesia, Joko Widodo, declaró que la ciudad de Yakarta se hunde hasta tal punto que le obliga a trasladar la capital a otra ciudad. Un estudio realizado entre 1982 y 2010 encontró que algunas áreas de Yakarta se han hundido hasta 28 cm por año debido a la perforación de agua subterránea y el peso de sus edificios, y el problema ahora se ve agravado por el aumento del nivel del mar. Sin embargo, existe la preocupación de que construir en una nueva ubicación aumente la deforestación tropical. Otras llamadas ciudades que se hunden, como Bangkok o Tokio, son vulnerables a estos hundimientos combinados con el aumento del nivel del mar.

## Métodos para frenar el aumento del nivel del mar
Los métodos que se pueden emplear para evitar un mayor aumento del nivel del mar o para frenarlo se denominan mitigación del cambio climático. La mitigación del cambio climático puede estabilizar las tasas de aumento del nivel del mar, pero no puede evitar que suba. Por lo tanto, la mitigación da más tiempo para la adaptación y deja más opciones abiertas, como las soluciones basadas en la naturaleza.: 3–125 
La mitigación del cambio climático consiste en acciones para limitar el calentamiento global y sus efectos relacionados. Se trata principalmente de reducciones en las emisiones humanas de gases de efecto invernadero (GEI), así como de actividades que reducen su concentración en la atmósfera. Es una de las formas de responder al cambio climático, junto con la adaptación. Los combustibles fósiles emiten la mayor parte del dióxido de carbono (CO2) y los gases de efecto invernadero en su conjunto. El reto más importante es dejar de quemar carbón, petróleo y gas y utilizar únicamente energía limpia. Debido a las caídas masivas de los precios, la energía eólica y la energía solar fotovoltaica (PV) están superando cada vez más al petróleo, el gas y el carbón aunque estos requieren almacenamiento de energía y redes eléctricas mejoradas. A medida que la energía de bajas emisiones se implementa a gran escala, el transporte y la calefacción pueden cambiar a estas fuentes principalmente eléctricas. La mitigación del cambio climático también puede lograrse mediante cambios en la agricultura (para reducir las emisiones de gases de efecto invernadero de la agricultura), el transporte, la gestión forestal reforestación y conservación), la gestión de residuos, los edificios y los sistemas industriales. Las emisiones de metano, que tienen un alto impacto a corto plazo, pueden abordarse mediante reducciones en el consumo de productos lácteos y carne.
Las respuestas políticas y económicas hasta la fecha incluyen formas de fijar el precio del carbono mediante impuestos al carbono y comercio de emisiones de carbono, reducciones de los subsidios a los combustibles fósiles, hacer promesas y leyes nacionales, subsidios, regulaciones simplificadas para la integración de la energía baja en carbono y la desinversión de la financiación de los combustibles fósiles.

## Cambios en otros períodos geológicos

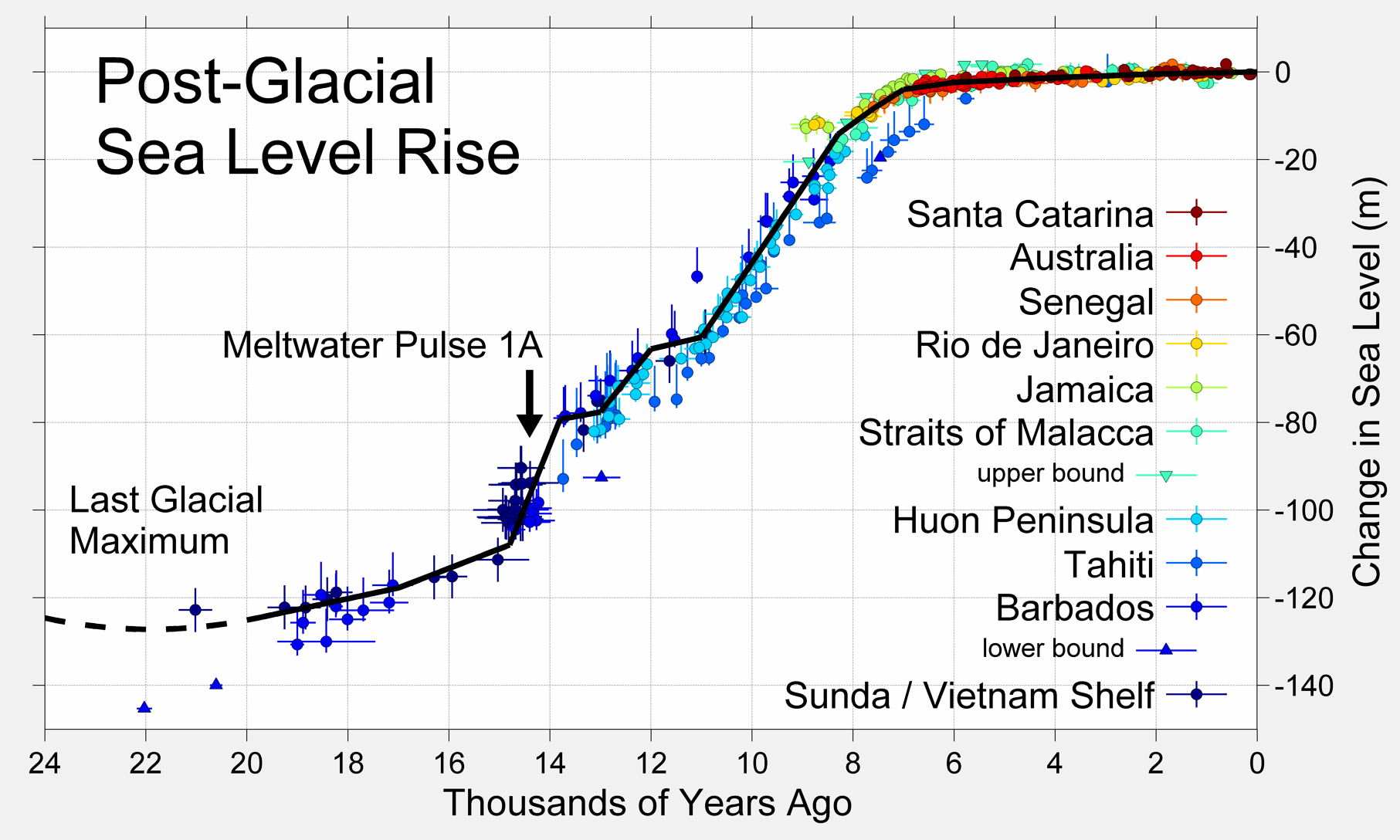
Cambios en el nivel del mar desde el final del último episodio glacial

Comprender el nivel del mar en el pasado es una guía importante para los cambios actuales y futuros. En el pasado geológico reciente, la expansión térmica por el aumento de las temperaturas y los cambios en el hielo terrestre son las razones dominantes del aumento del nivel del mar. La última vez que la Tierra era 2 °C más cálido que las temperaturas preindustriales fue hace 120 mil años, cuando el calentamiento debido a los cambios en la cantidad de luz solar debido a los lentos cambios en la órbita de la Tierra provocó el periodo interglacial Eemian; los niveles del mar durante ese período interglacial más cálido fueron de al menos 5 m más alto que ahora. El calentamiento Eemian se mantuvo de manera sostenida durante un período de miles de años, y la magnitud del aumento del nivel del mar implicó que una gran contribución contribución de agua provino de las capas de hielo de la Antártida y Groenlandia.: 1139  Más atrás en el pasado, un informe del Instituto Real de Investigación Marina de los Países Bajos afirma que, hace unos tres millones de años, niveles de dióxido de carbono en la atmósfera terrestre similares a los niveles actuales aumentaron la temperatura entre dos y tres grados centígrados y derritieron un tercio de la capa de hielo de la Antártida. Esto, a su vez, hizo que los niveles del mar subieran 20 metros por encima de sus valores actuales.
Desde el último máximo glacial hace unos 20.000 años, el nivel del mar ha subido más de 125 metros, con tasas que varían desde menos de un mm/año durante la era preindustrial hasta más de 40 mm/año cuando se derritieron las principales capas de hielo sobre Canadá y Eurasia. La rápida desintegración de estas capas de hielo condujo a los llamados «pulsos de agua de deshielo», períodos durante los cuales el nivel del mar aumentó rápidamente. La tasa de aumento comenzó a disminuir alrededor de 8200 años antes del presente; el nivel del mar era entonces casi constante en los últimos 2500 años, antes de la reciente tendencia alcista iniciada a finales del siglo XIX o principios del XX.